# Handball-Weltmeisterschaft der Frauen 2023
Die 26. Handball-Weltmeisterschaft der Frauen wurde vom 29. November bis zum 17. Dezember 2023 in Dänemark, Norwegen und Schweden ausgetragen. 32 Mannschaften traten an. Das Turnier, zu dem Norwegen als Titelverteidiger antrat, gewann die französische Auswahl.

## Gastgeber
Die IHF vergab am 28. Januar 2017 in Paris die Austragung der Weltmeisterschaft 2023 an die drei skandinavischen Verbände aus Dänemark, Norwegen und Schweden, womit erstmals in der Geschichte ein Gastgeber-Trio eine Weltmeisterschaft ausrichtet.
Der schwedische Verband war bereits Ausrichter von vier Weltmeisterschaften der Männer: in den Jahren 1954, 1967, 1993 und 2011. Der Verband Norwegens hatte die Weltmeisterschaft der Frauen 1993 ausgerichtet, der dänische Verband die Männer-Weltmeisterschaft 1978 und die Frauen-Weltmeisterschaft 2015 sowie, zusammen mit dem deutschen Verband, die Männer-Weltmeisterschaft 2019. Ebenfalls gemeinsam richteten der dänische Verband und der Norwegens die Weltmeisterschaft der Frauen 1999 aus.

## Qualifikation
An dem Turnier nahmen 32 Mannschaften teil:
- die drei Gastgeber (Dänemark, Norwegen und Schweden)
- drei in der Europameisterschaft 2022 ermittelte Teams (Frankreich, Montenegro und Niederlande),[4]
- fünf bei der Asienmeisterschaft 2022 ermittelte Teams (Südkorea, Japan, China, Iran und Kasachstan),
- zwei Teams der süd- und mittelamerikanischen Meisterschaften 2022 (Brasilien und Argentinien),
- zwei Teams der Mittelamerikameisterschaft 2023 (Paraguay und Chile),
- der Sieger bei der nordamerikanischen und karibischen Handballmeisterschaft 2023 (Grönland),
- vier in den Afrikameisterschaften 2022 ermittelte Teams (Angola, Kamerun, Senegal und Republik Kongo),
- zehn Teilnehmer der europäischen Qualifikationsrunde (Serbien, Rumänien, Ungarn, Polen, Slowenien, Deutschland, Tschechien, Spanien, Ukraine und Kroatien) sowie
- Österreich und Island durch Wildcard-Vergabe.[5][6]

## Austragungsorte
Zum Zeitpunkt der Vergabe im Januar 2017 standen die einzelnen Wettkampfstätten noch nicht fest. Die Verbände führten in der Bewerbung sechs Austragungsorte als mögliche Spielstätten auf: Jyske Bank Boxen, Sydbank Arena, Scandinavium, Nye Jordal Amfi, Trondheim Spektrum und Malmö Arena.
Im März 2023 standen dann die nachfolgend dargestellten sechs Spielstätten fest:
| Herning |

| Frederikshavn |

| Stavanger |

| Göteborg |

| Helsingborg |

| Trondheim |

| Herning |

| Frederikshavn |

| Stavanger |

| Göteborg |

| Helsingborg |

| Trondheim |

## Gruppenauslosung
Drei Tage vor der Gruppenauslosung wurden die teilnehmenden Teams am 3. Juli 2023 nach ihrer Spielstärke auf vier Setzreihen mit jeweils acht Mannschaften zugeteilt.
| Lostopf 1                                                                                          | Lostopf 2                                                                            | Lostopf 3                                                                                     | Lostopf 4                                                                               |
| -------------------------------------------------------------------------------------------------- | ------------------------------------------------------------------------------------ | --------------------------------------------------------------------------------------------- | --------------------------------------------------------------------------------------- |
| - Norwegen - Dänemark - Montenegro - Frankreich - Niederlande - Schweden - Brasilien - Deutschland | - Slowenien - Spanien - Kroatien - Südkorea - Ungarn - Rumänien - Polen - Tschechien | - Serbien - Japan - Ukraine - Grönland - Argentinien - Angola - Volksrepublik China - Kamerun | - Republik Kongo - Senegal - Paraguay - Iran - Kasachstan - Chile - Österreich - Island |

Vor der Auslosung wurden acht Mannschaften jeweils einer Vorrundengruppe zugewiesen.
Die gesetzten Mannschaften waren:
| - Schweden (Gruppe A) - Montenegro (Gruppe B) - Norwegen (Gruppe C) - Frankreich (Gruppe D) | - Dänemark (Gruppe E) - Deutschland (Gruppe F) - Spanien (Gruppe G) - Niederlande (Gruppe H) |

Am 6. Juli 2023 wurden in der Multifunktionsarena Scandinavium in Göteborg die Vorrundengruppen ausgelost. Die Schwedin Jamina Roberts und die Norwegerin Kari Brattset, welche MVP bei der Weltmeisterschaft 2021 wurde, führten im Beisein des IHF-Kommissionsvorsitzenden für Organisation und Wettbewerb und gleichzeitig Präsident des DHF, Per Bertelsen, die Auslosung durch. Dabei wurde zuerst Brasilien als einzige Mannschaft noch aus dem ersten Topf in die Gruppe G zugelost. Anschließend wurde mit dem vierten Topf fortgesetzt. Nachdem der dritte Lostopf als nächstes dran kam, wurde die Gruppe mit dem zweiten Lostopf abgeschlossen. Dabei wurden folgende Vorrundengruppen ausgelost.
| Gruppe A Göteborg   | Gruppe B Helsingborg | Gruppe C Stavanger     | Gruppe D Stavanger     |
| ------------------- | -------------------- | ---------------------- | ---------------------- |
| Schweden            | Montenegro           | Norwegen               | Frankreich             |
| Kroatien            | Ungarn               | Südkorea               | Slowenien              |
| Volksrepublik China | Kamerun              | Grönland               | Angola                 |
| Senegal             | Paraguay             | Österreich             | Island                 |
| Gruppe E Herning    | Gruppe F Herning     | Gruppe G Frederikshavn | Gruppe H Frederikshavn |
| Dänemark            | Deutschland          | Brasilien              | Niederlande            |
| Rumänien            | Polen                | Spanien                | Tschechien             |
| Serbien             | Japan                | Ukraine                | Argentinien            |
| Chile               | Iran                 | Kasachstan             | Republik Kongo         |

## Spielball
Der vom japanischen Sportgerätehersteller Molten produzierte offizielle Spielball X5000 Denmark/Norway/Sweden 2023 Edition wurde in den Farben der Nationalflaggen (rot, blau, weiß, gelb) der drei Veranstaltungsländer gehalten.

## Turnierverlauf
Das Turnier begann mit der Vorrunde am 29. November 2023 mit den Partien Brasilien gegen Ukraine und Südkorea gegen Österreich um 18:00 Uhr. Das Finale findet am 17. Dezember 2023 um 19:00 Uhr in Herning statt.

### Vorrunde
In der Vorrunde spielte jede Mannschaft einer Gruppe einmal gegen jedes andere Team dieser Gruppe. Die Vorrunde wurde als Punktspiel ausgetragen, wo jede Mannschaft pro Sieg zwei Punkte und pro Unentschieden einen Punkt erhielt. Die besten drei Mannschaften jeder Gruppe qualifizierten sich für die Hauptrunde. Die Spiele der Vorrunde wurden vom 29. November bis 5. Dezember 2023 ausgetragen.

#### Gruppe A
Die Spiele der Gruppe A wurden im Scandinavium ausgetragen.
| Pl. | Land                | Sp. | S | U | N | Tore    | Diff. | Punkte |
| --- | ------------------- | --- | - | - | - | ------- | ----- | ------ |
| 1.  | Schweden            | 3   | 3 | 0 | 0 | 084:590 | +25   | 6      |
| 2.  | Kroatien 1          | 3   | 1 | 1 | 1 | 078:570 | +21   | 3      |
| 3.  | Senegal 1           | 3   | 1 | 1 | 1 | 062:630 | −1    | 3      |
| 4.  | Volksrepublik China | 3   | 0 | 0 | 3 | 052:970 | −45   | 0      |

Legende
Die Uhrzeiten sind in MEZ angegeben.
| 1. Dezember 2023 18:00 Uhr | Kroatien               | 22:22                          | Senegal                   | Scandinavium, Göteborg Zuschauer: 4.004 Schiedsrichter: Hansen / Madsen |
| 1. Dezember 2023 18:00 Uhr | meiste Tore: Barišić 8 | (09:11)                        | meiste Tore: D. Camara 10 | Scandinavium, Göteborg Zuschauer: 4.004 Schiedsrichter: Hansen / Madsen |
| 1. Dezember 2023 18:00 Uhr | Strafen: 1× 2×         | Spielbericht \| Spielstatistik | Strafen: 1×               | Scandinavium, Göteborg Zuschauer: 4.004 Schiedsrichter: Hansen / Madsen |

| 1. Dezember 2023 20:30 Uhr | Schweden                  | 36:24                          | China                 | Scandinavium, Göteborg Zuschauer: 8.407 Schiedsrichter: Budzák / Záhradník |
| 1. Dezember 2023 20:30 Uhr | meiste Tore: N. Koppang 6 | (22:08)                        | meiste Tore: Liu Y. 6 | Scandinavium, Göteborg Zuschauer: 8.407 Schiedsrichter: Budzák / Záhradník |
| 1. Dezember 2023 20:30 Uhr | Strafen: 1×               | Spielbericht \| Spielstatistik |                       | Scandinavium, Göteborg Zuschauer: 8.407 Schiedsrichter: Budzák / Záhradník |

| 3. Dezember 2023 15:30 Uhr | Kroatien                                                        | 39:13                          | China                | Scandinavium, Göteborg Zuschauer: 3.061 Schiedsrichter: B. Correa / R. Correa |
| 3. Dezember 2023 15:30 Uhr | meiste Tore: Milosavljević, Burić, Brkić, Šimara, Blažević je 5 | (19:07)                        | meiste Tore: Li X. 4 | Scandinavium, Göteborg Zuschauer: 3.061 Schiedsrichter: B. Correa / R. Correa |
| 3. Dezember 2023 15:30 Uhr | Strafen: 1× 2×                                                  | Spielbericht \| Spielstatistik | Strafen: 2×          | Scandinavium, Göteborg Zuschauer: 3.061 Schiedsrichter: B. Correa / R. Correa |

| 3. Dezember 2023 18:00 Uhr | Senegal              | 18:26                          | Schweden               | Scandinavium, Göteborg Zuschauer: 7.098 Schiedsrichter: Lovin / Stancu |
| 3. Dezember 2023 18:00 Uhr | meiste Tore: Sagna 8 | (12:14)                        | meiste Tore: Roberts 6 | Scandinavium, Göteborg Zuschauer: 7.098 Schiedsrichter: Lovin / Stancu |
| 3. Dezember 2023 18:00 Uhr | Strafen: 1× 2×       | Spielbericht \| Spielstatistik | Strafen: 2×            | Scandinavium, Göteborg Zuschauer: 7.098 Schiedsrichter: Lovin / Stancu |

| 5. Dezember 2023 18:00 Uhr | China                 | 15:22                          | Senegal              | Scandinavium, Göteborg Zuschauer: 3.714 Schiedsrichter: Doychinov / Goretsov |
| 5. Dezember 2023 18:00 Uhr | meiste Tore: Jin M. 4 | (09:09)                        | meiste Tore: Sagna 8 | Scandinavium, Göteborg Zuschauer: 3.714 Schiedsrichter: Doychinov / Goretsov |
| 5. Dezember 2023 18:00 Uhr | Strafen: 1× 2×        | Spielbericht \| Spielstatistik |                      | Scandinavium, Göteborg Zuschauer: 3.714 Schiedsrichter: Doychinov / Goretsov |

| 5. Dezember 2023 20:30 Uhr | Schweden               | 22:17                          | Kroatien              | Scandinavium, Göteborg Zuschauer: 8.538 Schiedsrichter: Kuttler / Merz |
| 5. Dezember 2023 20:30 Uhr | meiste Tore: Carlson 6 | (09:07)                        | meiste Tore: Šimara 5 | Scandinavium, Göteborg Zuschauer: 8.538 Schiedsrichter: Kuttler / Merz |
| 5. Dezember 2023 20:30 Uhr | Strafen: 1× 3×         | Spielbericht \| Spielstatistik | Strafen: 4×           | Scandinavium, Göteborg Zuschauer: 8.538 Schiedsrichter: Kuttler / Merz |

#### Gruppe B
Die Spiele der Gruppe B wurden in der Helsingborg Arena ausgetragen.
| Pl. | Land       | Sp. | S | U | N | Tore     | Diff. | Punkte |
| --- | ---------- | --- | - | - | - | -------- | ----- | ------ |
| 1.  | Montenegro | 3   | 3 | 0 | 0 | 090:550  | +35   | 6      |
| 2.  | Ungarn     | 3   | 2 | 0 | 1 | 092:560  | +36   | 4      |
| 3.  | Kamerun    | 3   | 1 | 0 | 2 | 057:870  | −30   | 2      |
| 4.  | Paraguay   | 3   | 0 | 0 | 3 | 061:1020 | −41   | 0      |

Legende
Die Uhrzeiten sind in MEZ angegeben.
| 30. November 2023 18:00 Uhr | Montenegro               | 25:11                          | Kamerun              | Helsingborg Arena, Helsingborg Zuschauer: 731 Schiedsrichter: Merz / Kuttler |
| 30. November 2023 18:00 Uhr | meiste Tore: Pavićević 5 | (13:02)                        | meiste Tore: Ateba 5 | Helsingborg Arena, Helsingborg Zuschauer: 731 Schiedsrichter: Merz / Kuttler |
| 30. November 2023 18:00 Uhr | Strafen: 3×              | Spielbericht \| Spielstatistik | Strafen: 1× 2×       | Helsingborg Arena, Helsingborg Zuschauer: 731 Schiedsrichter: Merz / Kuttler |

| 30. November 2023 20:30 Uhr | Ungarn                                      | 35:12                          | Paraguay                          | Helsingborg Arena, Helsingborg Zuschauer: 398 Schiedsrichter: B. Correa / R. Correa |
| 30. November 2023 20:30 Uhr | meiste Tore: Szöllősi-Schatzl, Klujber je 5 | (15:06)                        | meiste Tore: Acuña, Portillo je 4 | Helsingborg Arena, Helsingborg Zuschauer: 398 Schiedsrichter: B. Correa / R. Correa |
| 30. November 2023 20:30 Uhr | Strafen: 1×                                 | Spielbericht \| Spielstatistik | Strafen: 1× 2×                    | Helsingborg Arena, Helsingborg Zuschauer: 398 Schiedsrichter: B. Correa / R. Correa |

| 2. Dezember 2023 18:00 Uhr | Paraguay             | 26:41                          | Montenegro               | Helsingborg Arena, Helsingborg Zuschauer: 964 Schiedsrichter: Doychinov / Goretsov |
| 2. Dezember 2023 18:00 Uhr | meiste Tore: Acuña 5 | (15:17)                        | meiste Tore: Pavićević 9 | Helsingborg Arena, Helsingborg Zuschauer: 964 Schiedsrichter: Doychinov / Goretsov |
| 2. Dezember 2023 18:00 Uhr | Strafen: 1×          | Spielbericht \| Spielstatistik | Strafen: 1×              | Helsingborg Arena, Helsingborg Zuschauer: 964 Schiedsrichter: Doychinov / Goretsov |

| 2. Dezember 2023 20:30 Uhr | Ungarn                 | 39:20                          | Kamerun              | Helsingborg Arena, Helsingborg Zuschauer: 589 Schiedsrichter: Budzák / Záhradník |
| 2. Dezember 2023 20:30 Uhr | meiste Tore: Klujber 7 | (18:08)                        | meiste Tore: Nnomo 6 | Helsingborg Arena, Helsingborg Zuschauer: 589 Schiedsrichter: Budzák / Záhradník |
| 2. Dezember 2023 20:30 Uhr | Strafen: 2×            | Spielbericht \| Spielstatistik | Strafen: 3×          | Helsingborg Arena, Helsingborg Zuschauer: 589 Schiedsrichter: Budzák / Záhradník |

| 4. Dezember 2023 18:00 Uhr | Kamerun                      | 26:23                          | Paraguay              | Helsingborg Arena, Helsingborg Zuschauer: 689 Schiedsrichter: Lovin / Stancu |
| 4. Dezember 2023 18:00 Uhr | meiste Tore: Ebanga Baboga 9 | (12:12)                        | meiste Tore: Isfrán 7 | Helsingborg Arena, Helsingborg Zuschauer: 689 Schiedsrichter: Lovin / Stancu |
| 4. Dezember 2023 18:00 Uhr | Strafen: 7×                  | Spielbericht \| Spielstatistik | Strafen: 2×           | Helsingborg Arena, Helsingborg Zuschauer: 689 Schiedsrichter: Lovin / Stancu |

| 4. Dezember 2023 20:30 Uhr | Montenegro            | 24:18                          | Ungarn                                      | Helsingborg Arena, Helsingborg Zuschauer: 1.056 Schiedsrichter: Hansen / Madsen |
| 4. Dezember 2023 20:30 Uhr | meiste Tore: Mugoša 8 | (07:10)                        | meiste Tore: Papp, Vámos, Győri-Lukács je 3 | Helsingborg Arena, Helsingborg Zuschauer: 1.056 Schiedsrichter: Hansen / Madsen |
| 4. Dezember 2023 20:30 Uhr | Strafen: 1× 4×        | Spielbericht \| Spielstatistik | Strafen: 1× 4×                              | Helsingborg Arena, Helsingborg Zuschauer: 1.056 Schiedsrichter: Hansen / Madsen |

#### Gruppe C
Die Spiele der Gruppe C wurden in der DNB Arena ausgetragen.
| Pl. | Land       | Sp. | S | U | N | Tore     | Diff. | Punkte |
| --- | ---------- | --- | - | - | - | -------- | ----- | ------ |
| 1.  | Norwegen   | 3   | 3 | 0 | 0 | 0121:620 | +59   | 6      |
| 2.  | Österreich | 3   | 2 | 0 | 1 | 0101:970 | +4    | 4      |
| 3.  | Südkorea   | 3   | 1 | 0 | 2 | 079:790  | ±0    | 2      |
| 4.  | Grönland   | 3   | 0 | 0 | 3 | 050:1130 | −63   | 0      |

Legende
Die Uhrzeiten sind in MEZ angegeben.
| 29. November 2023 18:00 Uhr | Südkorea            | 29:30                          | Österreich            | DNB Arena, Stavanger Zuschauer: 2.104 Schiedsrichter: Jovandić / Sekulić |
| 29. November 2023 18:00 Uhr | meiste Tore: Woo 11 | (12:16)                        | meiste Tore: Pandza 8 | DNB Arena, Stavanger Zuschauer: 2.104 Schiedsrichter: Jovandić / Sekulić |
| 29. November 2023 18:00 Uhr | Strafen: 5× 1×      | Spielbericht \| Spielstatistik | Strafen: 3×           | DNB Arena, Stavanger Zuschauer: 2.104 Schiedsrichter: Jovandić / Sekulić |

| 29. November 2023 20:30 Uhr | Norwegen              | 43:11                          | Grönland              | DNB Arena, Stavanger Zuschauer: 3.345 Schiedsrichter: Paolantoni / García |
| 29. November 2023 20:30 Uhr | meiste Tore: Herrem 7 | (19:07)                        | meiste Tore: Bjerge 4 | DNB Arena, Stavanger Zuschauer: 3.345 Schiedsrichter: Paolantoni / García |
| 29. November 2023 20:30 Uhr | Strafen: 1×           | Spielbericht \| Spielstatistik | Strafen: 2×           | DNB Arena, Stavanger Zuschauer: 3.345 Schiedsrichter: Paolantoni / García |

| 1. Dezember 2023 18:00 Uhr | Südkorea                     | 27:16                          | Grönland                | DNB Arena, Stavanger Zuschauer: 2.141 Schiedsrichter: H. Elsaied / Y. Elsaied |
| 1. Dezember 2023 18:00 Uhr | meiste Tore: Woo 4, Gim je 4 | (15:06)                        | meiste Tore: Rothberg 4 | DNB Arena, Stavanger Zuschauer: 2.141 Schiedsrichter: H. Elsaied / Y. Elsaied |
| 1. Dezember 2023 18:00 Uhr | Strafen: 2× 1×               | Spielbericht \| Spielstatistik | Strafen: 3×             | DNB Arena, Stavanger Zuschauer: 2.141 Schiedsrichter: H. Elsaied / Y. Elsaied |

| 1. Dezember 2023 20:30 Uhr | Österreich                | 28:45                          | Norwegen                | DNB Arena, Stavanger Zuschauer: 3.451 Schiedsrichter: Javier Álvarez Mata, Yon Bustamante López |
| 1. Dezember 2023 20:30 Uhr | meiste Tore: I. Ivančok 6 | (12:21)                        | meiste Tore: Reistad 10 | DNB Arena, Stavanger Zuschauer: 3.451 Schiedsrichter: Javier Álvarez Mata, Yon Bustamante López |
| 1. Dezember 2023 20:30 Uhr | Strafen: 1×               | Spielbericht \| Spielstatistik | Strafen: 1× 5×          | DNB Arena, Stavanger Zuschauer: 3.451 Schiedsrichter: Javier Álvarez Mata, Yon Bustamante López |

| 3. Dezember 2023 18:00 Uhr | Grönland                         | 23:43                          | Österreich            | DNB Arena, Stavanger Zuschauer: 1.850 Schiedsrichter: A. Konjičanin / D. Konjičanin |
| 3. Dezember 2023 18:00 Uhr | meiste Tore: Bjerge, Hansen je 5 | (13:20)                        | meiste Tore: Pandza 8 | DNB Arena, Stavanger Zuschauer: 1.850 Schiedsrichter: A. Konjičanin / D. Konjičanin |
| 3. Dezember 2023 18:00 Uhr | Strafen: 3×                      | Spielbericht \| Spielstatistik | Strafen: 3×           | DNB Arena, Stavanger Zuschauer: 1.850 Schiedsrichter: A. Konjičanin / D. Konjičanin |

| 3. Dezember 2023 20:30 Uhr | Norwegen              | 33:23                          | Südkorea            | DNB Arena, Stavanger Zuschauer: 3.456 Schiedsrichter: Lemes / Sosa |
| 3. Dezember 2023 20:30 Uhr | meiste Tore: Herrem 7 | (20:11)                        | meiste Tore: Shin 6 | DNB Arena, Stavanger Zuschauer: 3.456 Schiedsrichter: Lemes / Sosa |
| 3. Dezember 2023 20:30 Uhr | Strafen: 2×           | Spielbericht \| Spielstatistik | Strafen: 1× 2×      | DNB Arena, Stavanger Zuschauer: 3.456 Schiedsrichter: Lemes / Sosa |

#### Gruppe D
Die Spiele der Gruppe D wurden in der DNB Arena ausgetragen.
| Pl. | Land       | Sp. | S | U | N | Tore    | Diff. | Punkte |
| --- | ---------- | --- | - | - | - | ------- | ----- | ------ |
| 1.  | Frankreich | 3   | 3 | 0 | 0 | 092:780 | +14   | 6      |
| 2.  | Slowenien  | 3   | 2 | 0 | 1 | 087:790 | +8    | 4      |
| 3.  | Angola 1   | 3   | 0 | 1 | 2 | 079:860 | −7    | 1      |
| 4.  | Island 1   | 3   | 0 | 1 | 2 | 072:870 | −15   | 1      |

Legende
Die Uhrzeiten sind in MEZ angegeben.
| 30. November 2023 18:00 Uhr | Slowenien              | 30:24                          | Island                                                       | DNB Arena, Stavanger Zuschauer: 750 Schiedsrichter: Lemes / Sosa |
| 30. November 2023 18:00 Uhr | meiste Tore: Ljepoja 8 | (16:13)                        | meiste Tore: Albertsdóttir, Erlingsdóttir, Sturludóttir je 5 | DNB Arena, Stavanger Zuschauer: 750 Schiedsrichter: Lemes / Sosa |
| 30. November 2023 18:00 Uhr | Strafen: 4×            | Spielbericht \| Spielstatistik | Strafen: 4× 1×                                               | DNB Arena, Stavanger Zuschauer: 750 Schiedsrichter: Lemes / Sosa |

| 30. November 2023 20:30 Uhr | Frankreich                            | 30:29                          | Angola                | DNB Arena, Stavanger Zuschauer: 1.830 Schiedsrichter: A. Konjičanin / D. Konjičanin |
| 30. November 2023 20:30 Uhr | meiste Tore: Toublanc, Valentini je 6 | (18:15)                        | meiste Tore: Guialo 6 | DNB Arena, Stavanger Zuschauer: 1.830 Schiedsrichter: A. Konjičanin / D. Konjičanin |
| 30. November 2023 20:30 Uhr | Strafen: 3×                           | Spielbericht \| Spielstatistik | Strafen: 5×           | DNB Arena, Stavanger Zuschauer: 1.830 Schiedsrichter: A. Konjičanin / D. Konjičanin |

| 2. Dezember 2023 15:30 Uhr | Slowenien              | 30:24                          | Angola                | DNB Arena, Stavanger Zuschauer: 816 Schiedsrichter: García / Paolantoni |
| 2. Dezember 2023 15:30 Uhr | meiste Tore: Varagić 5 | (14:11)                        | meiste Tore: Guialo 6 | DNB Arena, Stavanger Zuschauer: 816 Schiedsrichter: García / Paolantoni |
| 2. Dezember 2023 15:30 Uhr | Strafen: 2× 4×         | Spielbericht \| Spielstatistik | Strafen: 5× 1×        | DNB Arena, Stavanger Zuschauer: 816 Schiedsrichter: García / Paolantoni |

| 2. Dezember 2023 18:00 Uhr | Island                       | 22:31                          | Frankreich                       | DNB Arena, Stavanger Zuschauer: 2.414 Schiedsrichter: Jovandić / Sekulić |
| 2. Dezember 2023 18:00 Uhr | meiste Tore: Erlingsdóttir 7 | (10:20)                        | meiste Tore: Kanor, Bouktit je 5 | DNB Arena, Stavanger Zuschauer: 2.414 Schiedsrichter: Jovandić / Sekulić |
| 2. Dezember 2023 18:00 Uhr | Strafen: 1× 2×               | Spielbericht \| Spielstatistik | Strafen: 3×                      | DNB Arena, Stavanger Zuschauer: 2.414 Schiedsrichter: Jovandić / Sekulić |

| 4. Dezember 2023 18:00 Uhr | Angola                 | 26:26                          | Island                       | DNB Arena, Stavanger Zuschauer: 854 Schiedsrichter: H. Elsaied / Y. Elsaied |
| 4. Dezember 2023 18:00 Uhr | meiste Tore: Gabriel 6 | (15:14)                        | meiste Tore: Erlingsdóttir 6 | DNB Arena, Stavanger Zuschauer: 854 Schiedsrichter: H. Elsaied / Y. Elsaied |
| 4. Dezember 2023 18:00 Uhr | Strafen: 3×            | Spielbericht \| Spielstatistik | Strafen: 1× 2×               | DNB Arena, Stavanger Zuschauer: 854 Schiedsrichter: H. Elsaied / Y. Elsaied |

| 4. Dezember 2023 21:00 Uhr | Frankreich               | 31:27                          | Slowenien             | DNB Arena, Stavanger Zuschauer: 883 Schiedsrichter: Javier Álvarez Mata, Yon Bustamante López |
| 4. Dezember 2023 21:00 Uhr | meiste Tore: Grandveau 6 | (17:15)                        | meiste Tore: Stanko 7 | DNB Arena, Stavanger Zuschauer: 883 Schiedsrichter: Javier Álvarez Mata, Yon Bustamante López |
| 4. Dezember 2023 21:00 Uhr | Strafen: 1×              | Spielbericht \| Spielstatistik | Strafen: 1× 5×        | DNB Arena, Stavanger Zuschauer: 883 Schiedsrichter: Javier Álvarez Mata, Yon Bustamante López |

#### Gruppe E
Die Spiele der Gruppe E wurden in der Jyske Bank Boxen ausgetragen.
| Pl. | Land     | Sp. | S | U | N | Tore     | Diff. | Punkte |
| --- | -------- | --- | - | - | - | -------- | ----- | ------ |
| 1.  | Dänemark | 3   | 3 | 0 | 0 | 0110:550 | +55   | 6      |
| 2.  | Rumänien | 3   | 2 | 0 | 1 | 0104:860 | +18   | 4      |
| 3.  | Serbien  | 3   | 1 | 0 | 2 | 079:780  | +1    | 2      |
| 4.  | Chile    | 3   | 0 | 0 | 3 | 046:1200 | −74   | 0      |

Legende
Die Uhrzeiten sind in MEZ angegeben.
| 1. Dezember 2023 18:00 Uhr | Rumänien                | 44:19                          | Chile                         | Jyske Bank Boxen, Herning Zuschauer: 9.582 Schiedsrichter: Cheng / Zhou |
| 1. Dezember 2023 18:00 Uhr | meiste Tore: Buceschi 6 | (25:06)                        | meiste Tore: Paul, Parra je 4 | Jyske Bank Boxen, Herning Zuschauer: 9.582 Schiedsrichter: Cheng / Zhou |
| 1. Dezember 2023 18:00 Uhr | Strafen: 3×             | Spielbericht \| Spielstatistik | Strafen: 1×                   | Jyske Bank Boxen, Herning Zuschauer: 9.582 Schiedsrichter: Cheng / Zhou |

| 1. Dezember 2023 20:30 Uhr | Dänemark                           | 25:21                          | Serbien                                              | Jyske Bank Boxen, Herning Zuschauer: 12.389 Schiedsrichter: A. Covalciuc / I. Covalciuc |
| 1. Dezember 2023 20:30 Uhr | meiste Tore: Jørgensen, Friis je 5 | (10:12)                        | meiste Tore: Radosavljević, Laništanin, Jovović je 5 | Jyske Bank Boxen, Herning Zuschauer: 12.389 Schiedsrichter: A. Covalciuc / I. Covalciuc |
| 1. Dezember 2023 20:30 Uhr | Strafen: 1×                        | Spielbericht \| Spielstatistik | Strafen: 1× 7× 1×                                    | Jyske Bank Boxen, Herning Zuschauer: 12.389 Schiedsrichter: A. Covalciuc / I. Covalciuc |

| 3. Dezember 2023 18:00 Uhr | Rumänien                | 37:28                          | Serbien                               | Jyske Bank Boxen, Herning Zuschauer: 5.907 Schiedsrichter: Koo / Lee |
| 3. Dezember 2023 18:00 Uhr | meiste Tore: Buceschi 8 | (19:13)                        | meiste Tore: Laništanin, Jovović je 5 | Jyske Bank Boxen, Herning Zuschauer: 5.907 Schiedsrichter: Koo / Lee |
| 3. Dezember 2023 18:00 Uhr | Strafen: 2×             | Spielbericht \| Spielstatistik | Strafen: 3× 2×                        | Jyske Bank Boxen, Herning Zuschauer: 5.907 Schiedsrichter: Koo / Lee |

| 3. Dezember 2023 20:30 Uhr | Chile                          | 11:46                          | Dänemark                 | Jyske Bank Boxen, Herning Zuschauer: 7.622 Schiedsrichter: Kažanegra / Vujačić |
| 3. Dezember 2023 20:30 Uhr | meiste Tore: Paul, Lovera je 3 | (05:20)                        | meiste Tore: Scaglione 7 | Jyske Bank Boxen, Herning Zuschauer: 7.622 Schiedsrichter: Kažanegra / Vujačić |
| 3. Dezember 2023 20:30 Uhr | Strafen: 1×                    | Spielbericht \| Spielstatistik | Strafen: 4×              | Jyske Bank Boxen, Herning Zuschauer: 7.622 Schiedsrichter: Kažanegra / Vujačić |

| 5. Dezember 2023 18:00 Uhr | Serbien                 | 30:16                          | Chile                  | Jyske Bank Boxen, Herning Zuschauer: 7.438 Schiedsrichter: Alenezi / Alnaseem |
| 5. Dezember 2023 18:00 Uhr | meiste Tore: Stamenić 7 | (10:06)                        | meiste Tore: Álvarez 4 | Jyske Bank Boxen, Herning Zuschauer: 7.438 Schiedsrichter: Alenezi / Alnaseem |
| 5. Dezember 2023 18:00 Uhr | Strafen: 1× 3×          | Spielbericht \| Spielstatistik | Strafen: 2×            | Jyske Bank Boxen, Herning Zuschauer: 7.438 Schiedsrichter: Alenezi / Alnaseem |

| 5. Dezember 2023 20:30 Uhr | Dänemark                  | 39:23                          | Rumänien                  | Jyske Bank Boxen, Herning Zuschauer: 10.788 Schiedsrichter: Lah / Sok |
| 5. Dezember 2023 20:30 Uhr | meiste Tore: Jørgensen 10 | (21:10)                        | meiste Tore: Lixăndroiu 5 | Jyske Bank Boxen, Herning Zuschauer: 10.788 Schiedsrichter: Lah / Sok |
| 5. Dezember 2023 20:30 Uhr | Strafen: 1× 3×            | Spielbericht \| Spielstatistik | Strafen: 1× 3×            | Jyske Bank Boxen, Herning Zuschauer: 10.788 Schiedsrichter: Lah / Sok |

#### Gruppe F
Die Spiele der Gruppe F wurden in der Jyske Bank Boxen ausgetragen.

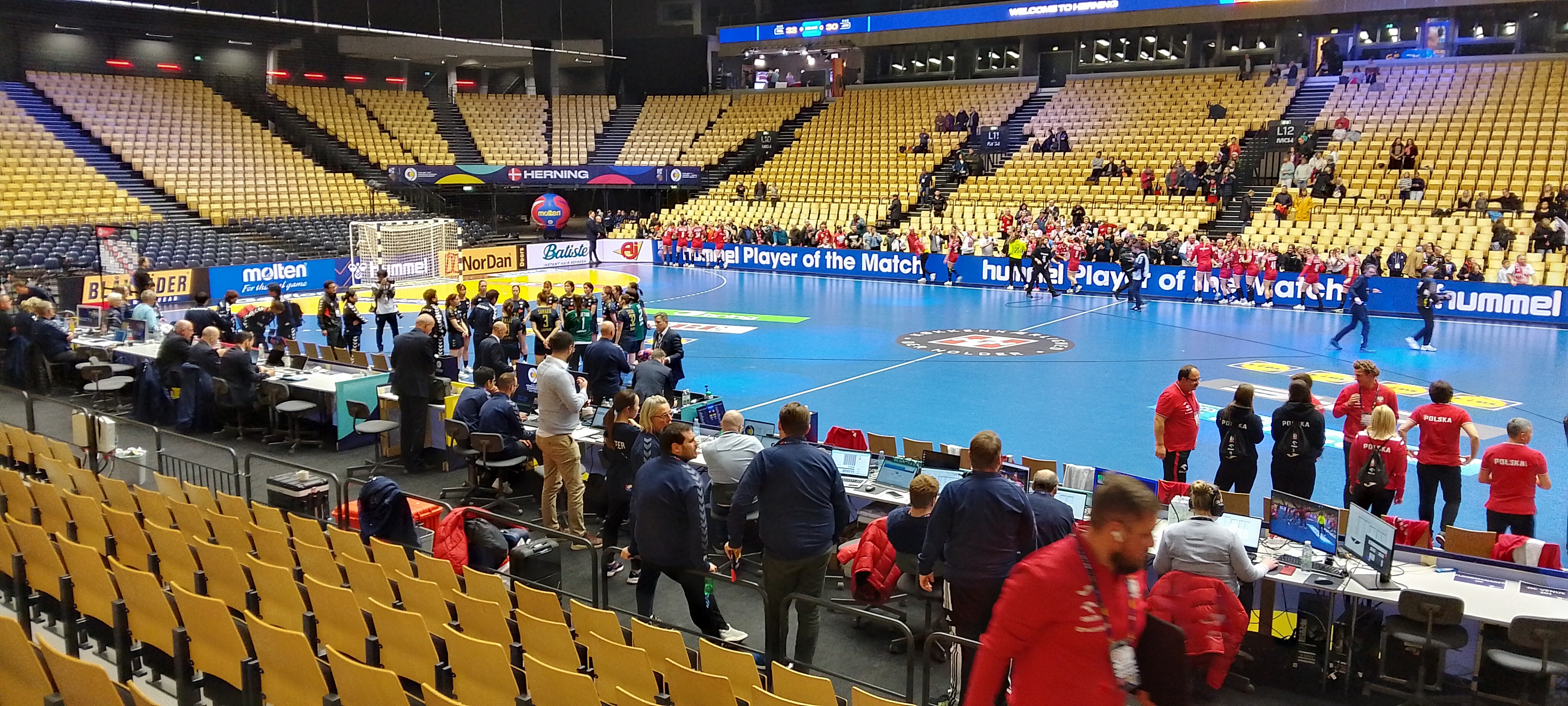
Szene nach dem Spiel Polen gegen Japan (32:30)

| Pl. | Land        | Sp. | S | U | N | Tore     | Diff. | Punkte |
| --- | ----------- | --- | - | - | - | -------- | ----- | ------ |
| 1.  | Deutschland | 3   | 3 | 0 | 0 | 0109:690 | +40   | 6      |
| 2.  | Polen       | 3   | 2 | 0 | 1 | 084:780  | +6    | 4      |
| 3.  | Japan       | 3   | 1 | 0 | 2 | 0102:730 | +29   | 2      |
| 4.  | Iran        | 3   | 0 | 0 | 3 | 047:1220 | −75   | 0      |

Legende
Die Uhrzeiten sind in MEZ angegeben.
| 30. November 2023 18:00 Uhr | Deutschland              | 31:30                          | Japan                  | Jyske Bank Boxen, Herning Zuschauer: 1.237 Schiedsrichter: Carmaux / Mursch |
| 30. November 2023 18:00 Uhr | meiste Tore: Grijseels 7 | (18:17)                        | meiste Tore: Aizawa 10 | Jyske Bank Boxen, Herning Zuschauer: 1.237 Schiedsrichter: Carmaux / Mursch |
| 30. November 2023 18:00 Uhr | Strafen: 2× 4×           | Spielbericht \| Spielstatistik | Strafen: 2×            | Jyske Bank Boxen, Herning Zuschauer: 1.237 Schiedsrichter: Carmaux / Mursch |

| 30. November 2023 20:30 Uhr | Polen                           | 35:15                          | Iran                  | Jyske Bank Boxen, Herning Zuschauer: 1.405 Schiedsrichter: Altmar / Horvath |
| 30. November 2023 20:30 Uhr | meiste Tore: Balsam, Nocuń je 6 | (18:08)                        | meiste Tore: Merikh 6 | Jyske Bank Boxen, Herning Zuschauer: 1.405 Schiedsrichter: Altmar / Horvath |
| 30. November 2023 20:30 Uhr | Strafen: 1× 3×                  | Spielbericht \| Spielstatistik | Strafen: 2× 1×        | Jyske Bank Boxen, Herning Zuschauer: 1.405 Schiedsrichter: Altmar / Horvath |

| 2. Dezember 2023 18:00 Uhr | Iran                  | 22:45                          | Deutschland                  | Jyske Bank Boxen, Herning Zuschauer: 1.332 Schiedsrichter: Mitrović / Vešović |
| 2. Dezember 2023 18:00 Uhr | meiste Tore: Merikh 8 | (12:25)                        | meiste Tore: Stockschläder 8 | Jyske Bank Boxen, Herning Zuschauer: 1.332 Schiedsrichter: Mitrović / Vešović |
| 2. Dezember 2023 18:00 Uhr | Strafen: 4×           | Spielbericht \| Spielstatistik | Strafen: 1× 4×               | Jyske Bank Boxen, Herning Zuschauer: 1.332 Schiedsrichter: Mitrović / Vešović |

| 2. Dezember 2023 20:30 Uhr | Polen                      | 32:30                          | Japan                 | Jyske Bank Boxen, Herning Zuschauer: 1.490 Schiedsrichter: Lah / Sok |
| 2. Dezember 2023 20:30 Uhr | meiste Tore: Kobylińska 11 | (15:15)                        | meiste Tore: Sasaki 6 | Jyske Bank Boxen, Herning Zuschauer: 1.490 Schiedsrichter: Lah / Sok |
| 2. Dezember 2023 20:30 Uhr | Strafen: 5×                | Spielbericht \| Spielstatistik | Strafen: 1× 2×        | Jyske Bank Boxen, Herning Zuschauer: 1.490 Schiedsrichter: Lah / Sok |

| 4. Dezember 2023 18:00 Uhr | Japan                                        | 42:10                          | Iran                            | Jyske Bank Boxen, Herning Zuschauer: 636 Schiedsrichter: Bolić / Hurich |
| 4. Dezember 2023 18:00 Uhr | meiste Tore: Okada, Fujiwara, Hokaguchi je 5 | (20:03)                        | meiste Tore: Koudzarifarahani 3 | Jyske Bank Boxen, Herning Zuschauer: 636 Schiedsrichter: Bolić / Hurich |
| 4. Dezember 2023 18:00 Uhr | Strafen: 4×                                  | Spielbericht \| Spielstatistik | Strafen: 3×                     | Jyske Bank Boxen, Herning Zuschauer: 636 Schiedsrichter: Bolić / Hurich |

| 4. Dezember 2023 20:30 Uhr | Deutschland              | 33:17                          | Polen                     | Jyske Bank Boxen, Herning Zuschauer: 1.021 Schiedsrichter: A. Covalciuc / I. Covalciuc |
| 4. Dezember 2023 20:30 Uhr | meiste Tore: Grijseels 7 | (19:10)                        | meiste Tore: Kobylińska 3 | Jyske Bank Boxen, Herning Zuschauer: 1.021 Schiedsrichter: A. Covalciuc / I. Covalciuc |
| 4. Dezember 2023 20:30 Uhr | Strafen: 5×              | Spielbericht \| Spielstatistik | Strafen: 4×               | Jyske Bank Boxen, Herning Zuschauer: 1.021 Schiedsrichter: A. Covalciuc / I. Covalciuc |

#### Gruppe G
Die Spiele der Gruppe G wurden in der Arena Nord ausgetragen.
| Pl. | Land       | Sp. | S | U | N | Tore     | Diff. | Punkte |
| --- | ---------- | --- | - | - | - | -------- | ----- | ------ |
| 1.  | Spanien    | 3   | 3 | 0 | 0 | 093:620  | +31   | 6      |
| 2.  | Brasilien  | 3   | 2 | 0 | 1 | 0106:620 | +44   | 4      |
| 3.  | Ukraine    | 3   | 1 | 0 | 2 | 077:910  | −14   | 2      |
| 4.  | Kasachstan | 3   | 0 | 0 | 3 | 056:1170 | −61   | 0      |

Legende
 Die Uhrzeiten sind in MEZ angegeben.
| 29. November 2023 18:00 Uhr | Brasilien                         | 35:20                          | Ukraine                            | Arena Nord, Frederikshavn Zuschauer: 1.192 Schiedsrichter: Koo / Lee |
| 29. November 2023 18:00 Uhr | meiste Tore: de Paula, Costa je 7 | (17:10)                        | meiste Tore: Poljak, Smbatjan je 4 | Arena Nord, Frederikshavn Zuschauer: 1.192 Schiedsrichter: Koo / Lee |
| 29. November 2023 18:00 Uhr | Strafen: 3×                       | Spielbericht \| Spielstatistik | Strafen: 3×                        | Arena Nord, Frederikshavn Zuschauer: 1.192 Schiedsrichter: Koo / Lee |

| 29. November 2023 20:30 Uhr | Spanien                                         | 34:17                          | Kasachstan              | Arena Nord, Frederikshavn Zuschauer: 575 Schiedsrichter: Alenezi / Alnaseem |
| 29. November 2023 20:30 Uhr | meiste Tore: Etxeberria, Gassama, González je 5 | (14:08)                        | meiste Tore: Radayeva 5 | Arena Nord, Frederikshavn Zuschauer: 575 Schiedsrichter: Alenezi / Alnaseem |
| 29. November 2023 20:30 Uhr | Strafen: 1× 2×                                  | Spielbericht \| Spielstatistik | Strafen: 2×             | Arena Nord, Frederikshavn Zuschauer: 575 Schiedsrichter: Alenezi / Alnaseem |

| 1. Dezember 2023 18:00 Uhr | Kasachstan              | 15:46                          | Brasilien                        | Arena Nord, Frederikshavn Zuschauer: 473 Schiedsrichter: Bolić / Hurich |
| 1. Dezember 2023 18:00 Uhr | meiste Tore: Radayeva 4 | (05:25)                        | meiste Tore: Cardoso de Castro 8 | Arena Nord, Frederikshavn Zuschauer: 473 Schiedsrichter: Bolić / Hurich |
| 1. Dezember 2023 18:00 Uhr | Strafen: 1×             | Spielbericht \| Spielstatistik | Strafen: 1×                      | Arena Nord, Frederikshavn Zuschauer: 473 Schiedsrichter: Bolić / Hurich |

| 1. Dezember 2023 20:30 Uhr | Spanien                 | 32:20                          | Ukraine                 | Arena Nord, Frederikshavn Zuschauer: 153 Schiedsrichter: Belkhiri / Hamidi |
| 1. Dezember 2023 20:30 Uhr | meiste Tore: González 6 | (16:12)                        | meiste Tore: Smbatjan 7 | Arena Nord, Frederikshavn Zuschauer: 153 Schiedsrichter: Belkhiri / Hamidi |
| 1. Dezember 2023 20:30 Uhr | Strafen: 2× 3×          | Spielbericht \| Spielstatistik | Strafen: 3×             | Arena Nord, Frederikshavn Zuschauer: 153 Schiedsrichter: Belkhiri / Hamidi |

| 3. Dezember 2023 15:30 Uhr | Ukraine                                 | 37:24                          | Kasachstan              | Arena Nord, Frederikshavn Zuschauer: 1.067 Schiedsrichter: Cheng / Zhou |
| 3. Dezember 2023 15:30 Uhr | meiste Tore: Andrijtschuk, Schukal je 8 | (19:12)                        | meiste Tore: Khardina 6 | Arena Nord, Frederikshavn Zuschauer: 1.067 Schiedsrichter: Cheng / Zhou |
| 3. Dezember 2023 15:30 Uhr | Strafen: 3×                             | Spielbericht \| Spielstatistik | Strafen: 5×             | Arena Nord, Frederikshavn Zuschauer: 1.067 Schiedsrichter: Cheng / Zhou |

| 3. Dezember 2023 18:00 Uhr | Brasilien                     | 25:27                          | Spanien              | Arena Nord, Frederikshavn Zuschauer: 811 Schiedsrichter: Carmaux / Mursch |
| 3. Dezember 2023 18:00 Uhr | meiste Tore: Rodrigues Belo 8 | (12:16)                        | meiste Tore: Arcos 5 | Arena Nord, Frederikshavn Zuschauer: 811 Schiedsrichter: Carmaux / Mursch |
| 3. Dezember 2023 18:00 Uhr | Strafen: 6×                   | Spielbericht \| Spielstatistik | Strafen: 1× 5×       | Arena Nord, Frederikshavn Zuschauer: 811 Schiedsrichter: Carmaux / Mursch |

#### Gruppe H
Die Spiele der Gruppe H wurden in der Arena Nord ausgetragen.
| Pl. | Land           | Sp. | S | U | N | Tore     | Diff. | Punkte |
| --- | -------------- | --- | - | - | - | -------- | ----- | ------ |
| 1.  | Niederlande    | 3   | 3 | 0 | 0 | 0114:660 | +48   | 6      |
| 2.  | Tschechien     | 3   | 2 | 0 | 1 | 083:770  | +6    | 4      |
| 3.  | Argentinien    | 3   | 1 | 0 | 2 | 079:980  | −19   | 2      |
| 4.  | Republik Kongo | 3   | 0 | 0 | 3 | 068:1030 | −35   | 0      |

Legende
Die Uhrzeiten sind in MEZ angegeben.
| 30. November 2023 18:00 Uhr | Niederlande           | 41:26                          | Argentinien          | Arena Nord, Frederikshavn Zuschauer: 576 Schiedsrichter: Kažanegra / Vujačić |
| 30. November 2023 18:00 Uhr | meiste Tore: Polman 7 | (20:14)                        | meiste Tore: Pizzo 5 | Arena Nord, Frederikshavn Zuschauer: 576 Schiedsrichter: Kažanegra / Vujačić |
| 30. November 2023 18:00 Uhr | Strafen: 5×           | Spielbericht \| Spielstatistik | Strafen: 1×          | Arena Nord, Frederikshavn Zuschauer: 576 Schiedsrichter: Kažanegra / Vujačić |

| 30. November 2023 20:30 Uhr | Tschechien                | 32:22                          | Kongo                   | Arena Nord, Frederikshavn Zuschauer: 389 Schiedsrichter: Bolić / Hurich |
| 30. November 2023 20:30 Uhr | meiste Tore: Cholevová 11 | (19:11)                        | meiste Tore: Ngombele 9 | Arena Nord, Frederikshavn Zuschauer: 389 Schiedsrichter: Bolić / Hurich |
| 30. November 2023 20:30 Uhr | Strafen: 4×               | Spielbericht \| Spielstatistik | Strafen: 5× 1×          | Arena Nord, Frederikshavn Zuschauer: 389 Schiedsrichter: Bolić / Hurich |

| 2. Dezember 2023 15:30 Uhr | Tschechien          | 31:22                          | Argentinien                      | Arena Nord, Frederikshavn Zuschauer: 711 Schiedsrichter: Altmar / Horvath |
| 2. Dezember 2023 15:30 Uhr | meiste Tore: Malá 8 | (16:10)                        | meiste Tore: Pizzo, Gavilán je 5 | Arena Nord, Frederikshavn Zuschauer: 711 Schiedsrichter: Altmar / Horvath |
| 2. Dezember 2023 15:30 Uhr | Strafen: 1× 7×      | Spielbericht \| Spielstatistik | Strafen: 1× 3×                   | Arena Nord, Frederikshavn Zuschauer: 711 Schiedsrichter: Altmar / Horvath |

| 2. Dezember 2023 18:00 Uhr | Kongo                     | 20:40                          | Niederlande                 | Arena Nord, Frederikshavn Zuschauer: 527 Schiedsrichter: Alenezi / Alnaseem |
| 2. Dezember 2023 18:00 Uhr | meiste Tore: Diagouraga 7 | (09:20)                        | meiste Tore: van Wetering 8 | Arena Nord, Frederikshavn Zuschauer: 527 Schiedsrichter: Alenezi / Alnaseem |
| 2. Dezember 2023 18:00 Uhr | Strafen: 1× 6× 1×         | Spielbericht \| Spielstatistik | Strafen: 1×                 | Arena Nord, Frederikshavn Zuschauer: 527 Schiedsrichter: Alenezi / Alnaseem |

| 4. Dezember 2023 18:00 Uhr | Argentinien             | 31:26                          | Kongo                     | Arena Nord, Frederikshavn Zuschauer: 507 Schiedsrichter: Mitrović / Vešović |
| 4. Dezember 2023 18:00 Uhr | meiste Tore: Casasola 7 | (14:15)                        | meiste Tore: Diagouraga 8 | Arena Nord, Frederikshavn Zuschauer: 507 Schiedsrichter: Mitrović / Vešović |
| 4. Dezember 2023 18:00 Uhr | Strafen: 3×             | Spielbericht \| Spielstatistik | Strafen: 1× 7×            | Arena Nord, Frederikshavn Zuschauer: 507 Schiedsrichter: Mitrović / Vešović |

| 4. Dezember 2023 20:30 Uhr | Niederlande                 | 33:20                          | Tschechien               | Arena Nord, Frederikshavn Zuschauer: 674 Schiedsrichter: Belkhiri / Hamidi |
| 4. Dezember 2023 20:30 Uhr | meiste Tore: van Wetering 7 | (14:08)                        | meiste Tore: Cholevová 6 | Arena Nord, Frederikshavn Zuschauer: 674 Schiedsrichter: Belkhiri / Hamidi |
| 4. Dezember 2023 20:30 Uhr | Strafen: 5×                 | Spielbericht \| Spielstatistik | Strafen: 2×              | Arena Nord, Frederikshavn Zuschauer: 674 Schiedsrichter: Belkhiri / Hamidi |

### Hauptrunde
In der Hauptrunde spielten die Teams, die die Vorrunde auf den Plätzen 1 bis 3 ihrer Gruppe beendeten. Es wurden vier Gruppen mit jeweils sechs Mannschaften gebildet. In der Hauptgruppe I spielten die drei besten Teams der Vorrundengruppen A und B, in der Hauptgruppe II die der Vorrundengruppen C und D, in der Hauptgruppe III die Teams der Plätze 1 bis 3 in den Vorrundengruppen E und F und in Hauptgruppe IV die der Vorrundengruppen G und H. Die Ergebnisse der Mannschaften gegen die Mannschaften aus der eigenen Vorrundengruppe wurden in die Hauptrundengruppe übernommen.
Die Spiele fanden vom 6. bis 11. Dezember 2023 statt. Die Spiele waren Punktspiele, jede Mannschaft bekam pro Sieg zwei Punkte und bei einem Unentschieden einen Punkt. Die besten zwei Mannschaften jeder Hauptgruppe zogen in das Viertelfinale ein.

#### Gruppe I
Die Spiele wurden in Göteborg ausgetragen.
| Pl. | Land         | Sp. | S | U | N | Tore      | Diff. | Punkte |
| --- | ------------ | --- | - | - | - | --------- | ----- | ------ |
| 1.  | Schweden     | 5   | 5 | 0 | 0 | 0143:950  | +48   | 10     |
| 2.  | Montenegro 1 | 5   | 3 | 0 | 2 | 0128:1080 | +20   | 6      |
| 3.  | Ungarn 1     | 5   | 3 | 0 | 2 | 0132:1120 | +20   | 6      |
| 4.  | Kroatien     | 5   | 2 | 1 | 2 | 0111:1070 | +4    | 5      |
| 5.  | Senegal      | 5   | 1 | 1 | 3 | 0103:1270 | −24   | 3      |
| 6.  | Kamerun      | 5   | 0 | 0 | 5 | 079:1470  | −68   | 0      |

Legende
| 7. Dezember 2023 15:30 Uhr | Montenegro           | 25:26                          | Kroatien                | Scandinavium, Göteborg Zuschauer: 1.089 Schiedsrichter: Javier Álvarez Mata, Yon Bustamante López |
| 7. Dezember 2023 15:30 Uhr | meiste Tore: Grbić 5 | (13:13)                        | meiste Tore: Blažević 6 | Scandinavium, Göteborg Zuschauer: 1.089 Schiedsrichter: Javier Álvarez Mata, Yon Bustamante López |
| 7. Dezember 2023 15:30 Uhr | Strafen: 2× 4× 1×    | Spielbericht \| Spielstatistik | Strafen: 1× 4×          | Scandinavium, Göteborg Zuschauer: 1.089 Schiedsrichter: Javier Álvarez Mata, Yon Bustamante López |

| 7. Dezember 2023 18:00 Uhr | Senegal              | 20:30                          | Ungarn                 | Scandinavium, Göteborg Zuschauer: 2.693 Schiedsrichter: Koo / Lee |
| 7. Dezember 2023 18:00 Uhr | meiste Tore: Sagna 8 | (08:14)                        | meiste Tore: Klujber 9 | Scandinavium, Göteborg Zuschauer: 2.693 Schiedsrichter: Koo / Lee |
| 7. Dezember 2023 18:00 Uhr | Strafen: 1× 3×       | Spielbericht \| Spielstatistik | Strafen: 1× 4×         | Scandinavium, Göteborg Zuschauer: 2.693 Schiedsrichter: Koo / Lee |

| 7. Dezember 2023 20:30 Uhr | Schweden              | 37:13                          | Kamerun              | Scandinavium, Göteborg Zuschauer: 5.187 Schiedsrichter: B. Correa / R. Correa |
| 7. Dezember 2023 20:30 Uhr | meiste Tore: Hagman 8 | (16:05)                        | meiste Tore: Ateba 5 | Scandinavium, Göteborg Zuschauer: 5.187 Schiedsrichter: B. Correa / R. Correa |
| 7. Dezember 2023 20:30 Uhr |                       | Spielbericht \| Spielstatistik | Strafen: 1× 2×       | Scandinavium, Göteborg Zuschauer: 5.187 Schiedsrichter: B. Correa / R. Correa |

| 9. Dezember 2023 15:30 Uhr | Senegal              | 21:29                          | Montenegro                                         | Scandinavium, Göteborg Zuschauer: 2.997 Schiedsrichter: Budzák / Záhradník |
| 9. Dezember 2023 15:30 Uhr | meiste Tore: Sagna 4 | (08:18)                        | meiste Tore: Godeč, Mugoša, Klikovac, Despotović 4 | Scandinavium, Göteborg Zuschauer: 2.997 Schiedsrichter: Budzák / Záhradník |
| 9. Dezember 2023 15:30 Uhr | Strafen: 1×          | Spielbericht \| Spielstatistik | Strafen: 1× 4×                                     | Scandinavium, Göteborg Zuschauer: 2.997 Schiedsrichter: Budzák / Záhradník |

| 9. Dezember 2023 18:00 Uhr | Kroatien                                | 24:15                          | Kamerun              | Scandinavium, Göteborg Zuschauer: 6.165 Schiedsrichter: Koo / Lee |
| 9. Dezember 2023 18:00 Uhr | meiste Tore: Šenvald, Burić, Blažević 3 | (18:06)                        | meiste Tore: Ateba 7 | Scandinavium, Göteborg Zuschauer: 6.165 Schiedsrichter: Koo / Lee |
| 9. Dezember 2023 18:00 Uhr | Strafen: 2×                             | Spielbericht \| Spielstatistik | Strafen: 3×          | Scandinavium, Göteborg Zuschauer: 6.165 Schiedsrichter: Koo / Lee |

| 9. Dezember 2023 20:30 Uhr | Ungarn               | 22:26                          | Schweden                          | Scandinavium, Göteborg Zuschauer: 10.561 Schiedsrichter: A. Covalciuc / I. Covalciuc |
| 9. Dezember 2023 20:30 Uhr | meiste Tore: Vámos 6 | (11:10)                        | meiste Tore: Roberts, Lindqvist 7 | Scandinavium, Göteborg Zuschauer: 10.561 Schiedsrichter: A. Covalciuc / I. Covalciuc |
| 9. Dezember 2023 20:30 Uhr | Strafen: 3×          | Spielbericht \| Spielstatistik | Strafen: 4×                       | Scandinavium, Göteborg Zuschauer: 10.561 Schiedsrichter: A. Covalciuc / I. Covalciuc |

| 11. Dezember 2023 15:30 Uhr | Kamerun                                | 20:22                          | Senegal              | Scandinavium, Göteborg Zuschauer: 626 Schiedsrichter: B. Correa / R. Correa |
| 11. Dezember 2023 15:30 Uhr | meiste Tore: Ateba, Ebanga Baboga je 5 | (12:07)                        | meiste Tore: Sagna 6 | Scandinavium, Göteborg Zuschauer: 626 Schiedsrichter: B. Correa / R. Correa |
| 11. Dezember 2023 15:30 Uhr | Strafen: 1× 4×                         | Spielbericht \| Spielstatistik | Strafen: 1× 2×       | Scandinavium, Göteborg Zuschauer: 626 Schiedsrichter: B. Correa / R. Correa |

| 11. Dezember 2023 18:00 Uhr | Ungarn                 | 23:22                          | Kroatien                     | Scandinavium, Göteborg Zuschauer: 3.449 Schiedsrichter: García / Paolantoni |
| 11. Dezember 2023 18:00 Uhr | meiste Tore: Klujber 9 | (08:11)                        | meiste Tore: Milosavljević 8 | Scandinavium, Göteborg Zuschauer: 3.449 Schiedsrichter: García / Paolantoni |
| 11. Dezember 2023 18:00 Uhr | Strafen: 3× 4×         | Spielbericht \| Spielstatistik | Strafen: 2× 3×               | Scandinavium, Göteborg Zuschauer: 3.449 Schiedsrichter: García / Paolantoni |

| 11. Dezember 2023 20:30 Uhr | Montenegro                | 25:32                          | Schweden                       | Scandinavium, Göteborg Zuschauer: 6.589 Schiedsrichter: Carmaux / Mursch |
| 11. Dezember 2023 20:30 Uhr | meiste Tore: Despotović 6 | (09:15)                        | meiste Tore: Roberts, Hagman 6 | Scandinavium, Göteborg Zuschauer: 6.589 Schiedsrichter: Carmaux / Mursch |
| 11. Dezember 2023 20:30 Uhr | Strafen: 2× 6×            | Spielbericht \| Spielstatistik | Strafen: 4×                    | Scandinavium, Göteborg Zuschauer: 6.589 Schiedsrichter: Carmaux / Mursch |

#### Gruppe II
Die Spiele wurden in Trondheim ausgetragen.
| Pl. | Land       | Sp. | S | U | N | Tore      | Diff. | Punkte |
| --- | ---------- | --- | - | - | - | --------- | ----- | ------ |
| 1.  | Frankreich | 5   | 5 | 0 | 0 | 0158:1280 | +30   | 10     |
| 2.  | Norwegen   | 5   | 4 | 0 | 1 | 0172:1150 | +57   | 8      |
| 3.  | Slowenien  | 5   | 3 | 0 | 2 | 0141:1430 | −2    | 6      |
| 4.  | Angola     | 5   | 2 | 0 | 3 | 0135:1530 | −18   | 4      |
| 5.  | Österreich | 5   | 1 | 0 | 4 | 0137:1770 | −40   | 2      |
| 6.  | Südkorea   | 5   | 0 | 0 | 5 | 0132:1590 | −27   | 0      |

Legende
| 6. Dezember 2023 15:30 Uhr | Südkorea            | 27:31                          | Slowenien             | Trondheim Spektrum, Trondheim Zuschauer: 619 Schiedsrichter: Lemes / Sosa |
| 6. Dezember 2023 15:30 Uhr | meiste Tore: Ryu 12 | (14:19)                        | meiste Tore: Mavsar 9 | Trondheim Spektrum, Trondheim Zuschauer: 619 Schiedsrichter: Lemes / Sosa |
| 6. Dezember 2023 15:30 Uhr | Strafen: 2× 1×      | Spielbericht \| Spielstatistik | Strafen: 4×           | Trondheim Spektrum, Trondheim Zuschauer: 619 Schiedsrichter: Lemes / Sosa |

| 6. Dezember 2023 18:00 Uhr | Frankreich             | 41:27                          | Österreich                | Trondheim Spektrum, Trondheim Zuschauer: 3.198 Schiedsrichter: H. Elsaied / Y. Elsaied |
| 6. Dezember 2023 18:00 Uhr | meiste Tore: Bouktit 7 | (25:14)                        | meiste Tore: I. Ivančok 8 | Trondheim Spektrum, Trondheim Zuschauer: 3.198 Schiedsrichter: H. Elsaied / Y. Elsaied |
| 6. Dezember 2023 18:00 Uhr | Strafen: 1× 4×         | Spielbericht \| Spielstatistik | Strafen: 2× 5×            | Trondheim Spektrum, Trondheim Zuschauer: 3.198 Schiedsrichter: H. Elsaied / Y. Elsaied |

| 6. Dezember 2023 20:30 Uhr | Norwegen              | 37:19                          | Angola                                                | Trondheim Spektrum, Trondheim Zuschauer: 6.806 Schiedsrichter: Jovandić / Sekulić |
| 6. Dezember 2023 20:30 Uhr | meiste Tore: Herrem 7 | (20:09)                        | meiste Tore: Kassoma, Quizelete, Gabriel, Carlos je 3 | Trondheim Spektrum, Trondheim Zuschauer: 6.806 Schiedsrichter: Jovandić / Sekulić |
| 6. Dezember 2023 20:30 Uhr | Strafen: 1×           | Spielbericht \| Spielstatistik | Strafen: 3×                                           | Trondheim Spektrum, Trondheim Zuschauer: 6.806 Schiedsrichter: Jovandić / Sekulić |

| 8. Dezember 2023 15:30 Uhr | Österreich            | 25:30                          | Angola                | Trondheim Spektrum, Trondheim Zuschauer: 1.236 Schiedsrichter: A. Konjičanin / D. Konjičanin |
| 8. Dezember 2023 15:30 Uhr | meiste Tore: Pandza 8 | (14:16)                        | meiste Tore: Carlos 9 | Trondheim Spektrum, Trondheim Zuschauer: 1.236 Schiedsrichter: A. Konjičanin / D. Konjičanin |
| 8. Dezember 2023 15:30 Uhr | Strafen: 1× 3×        | Spielbericht \| Spielstatistik | Strafen: 4× 1×        | Trondheim Spektrum, Trondheim Zuschauer: 1.236 Schiedsrichter: A. Konjičanin / D. Konjičanin |

| 8. Dezember 2023 18:00 Uhr | Südkorea           | 22:32                          | Frankreich           | Trondheim Spektrum, Trondheim Zuschauer: 3.507 Schiedsrichter: Mitrović / Vešović |
| 8. Dezember 2023 18:00 Uhr | meiste Tore: Gim 5 | (12:17)                        | meiste Tore: Kanor 7 | Trondheim Spektrum, Trondheim Zuschauer: 3.507 Schiedsrichter: Mitrović / Vešović |
| 8. Dezember 2023 18:00 Uhr | Strafen: 1× 5×     | Spielbericht \| Spielstatistik | Strafen: 1×          | Trondheim Spektrum, Trondheim Zuschauer: 3.507 Schiedsrichter: Mitrović / Vešović |

| 8. Dezember 2023 20:30 Uhr | Slowenien              | 21:34                          | Norwegen              | Trondheim Spektrum, Trondheim Zuschauer: 5.544 Schiedsrichter: Kuttler / Merz |
| 8. Dezember 2023 20:30 Uhr | meiste Tore: Varagić 5 | (12:17)                        | meiste Tore: Herrem 6 | Trondheim Spektrum, Trondheim Zuschauer: 5.544 Schiedsrichter: Kuttler / Merz |
| 8. Dezember 2023 20:30 Uhr | Strafen: 1× 3×         | Spielbericht \| Spielstatistik | Strafen: 1× 2×        | Trondheim Spektrum, Trondheim Zuschauer: 5.544 Schiedsrichter: Kuttler / Merz |

| 10. Dezember 2023 15:30 Uhr | Angola                  | 33:31                          | Südkorea         | Trondheim Spektrum, Trondheim Zuschauer: 1.716 Schiedsrichter: Jovandić / Sekulić |
| 10. Dezember 2023 15:30 Uhr | meiste Tore: Kassoma 11 | (20:15)                        | meiste Tore: Woo | Trondheim Spektrum, Trondheim Zuschauer: 1.716 Schiedsrichter: Jovandić / Sekulić |
| 10. Dezember 2023 15:30 Uhr | Strafen: 1× 2×          | Spielbericht \| Spielstatistik | Strafen: 1×      | Trondheim Spektrum, Trondheim Zuschauer: 1.716 Schiedsrichter: Jovandić / Sekulić |

| 10. Dezember 2023 18:00 Uhr | Slowenien              | 32:27                          | Österreich            | Trondheim Spektrum, Trondheim Zuschauer: 4.060 Schiedsrichter: Lemes / Sosa |
| 10. Dezember 2023 18:00 Uhr | meiste Tore: Mavsar 11 | (19:14)                        | meiste Tore: Pandza 7 | Trondheim Spektrum, Trondheim Zuschauer: 4.060 Schiedsrichter: Lemes / Sosa |
| 10. Dezember 2023 18:00 Uhr | Strafen: 1× 2×         | Spielbericht \| Spielstatistik |                       | Trondheim Spektrum, Trondheim Zuschauer: 4.060 Schiedsrichter: Lemes / Sosa |

| 10. Dezember 2023 20:30 Uhr | Frankreich               | 24:23                          | Norwegen                        | Trondheim Spektrum, Trondheim Zuschauer: 6.754 Schiedsrichter: A. Konjičanin / D. Konjičanin |
| 10. Dezember 2023 20:30 Uhr | meiste Tore: Nze Minko 6 | (12:12)                        | meiste Tore: Mørk, Ingstad je 4 | Trondheim Spektrum, Trondheim Zuschauer: 6.754 Schiedsrichter: A. Konjičanin / D. Konjičanin |
| 10. Dezember 2023 20:30 Uhr | Strafen: 6× 1×           | Spielbericht \| Spielstatistik | Strafen: 4×                     | Trondheim Spektrum, Trondheim Zuschauer: 6.754 Schiedsrichter: A. Konjičanin / D. Konjičanin |

#### Gruppe III
Die Spiele wurden in Herning ausgetragen.
| Pl. | Land        | Sp. | S | U | N | Tore      | Diff. | Punkte |
| --- | ----------- | --- | - | - | - | --------- | ----- | ------ |
| 1.  | Dänemark    | 5   | 4 | 0 | 1 | 0152:1210 | +31   | 8      |
| 2.  | Deutschland | 5   | 4 | 0 | 1 | 0147:1200 | +27   | 8      |
| 3.  | Rumänien    | 5   | 3 | 0 | 2 | 0141:1450 | −4    | 6      |
| 4.  | Polen 1     | 5   | 2 | 0 | 3 | 0119:1430 | −24   | 4      |
| 5.  | Japan 1     | 5   | 2 | 0 | 3 | 0137:1410 | −4    | 4      |
| 6.  | Serbien     | 5   | 0 | 0 | 5 | 0111:1370 | −26   | 0      |

Legende
| 7. Dezember 2023 15:30 Uhr | Serbien                      | 21:22                          | Polen                         | Jyske Bank Boxen, Herning Zuschauer: 511 Schiedsrichter: Belkhiri / Hamidi |
| 7. Dezember 2023 15:30 Uhr | meiste Tore: Radosavljević 6 | (13:10)                        | meiste Tore: Kochaniak-Sala 6 | Jyske Bank Boxen, Herning Zuschauer: 511 Schiedsrichter: Belkhiri / Hamidi |
| 7. Dezember 2023 15:30 Uhr | Strafen: 2× 5×               | Spielbericht \| Spielstatistik | Strafen: 3×                   | Jyske Bank Boxen, Herning Zuschauer: 511 Schiedsrichter: Belkhiri / Hamidi |

| 7. Dezember 2023 18:00 Uhr | Deutschland               | 24:22                          | Rumänien                | Jyske Bank Boxen, Herning Zuschauer: 4.526 Schiedsrichter: Lah / Sok |
| 7. Dezember 2023 18:00 Uhr | meiste Tore: Lott, Döll 4 | (09:12)                        | meiste Tore: Buceschi 8 | Jyske Bank Boxen, Herning Zuschauer: 4.526 Schiedsrichter: Lah / Sok |
| 7. Dezember 2023 18:00 Uhr | Strafen: 1× 4×            | Spielbericht \| Spielstatistik | Strafen: 1× 3× 1×       | Jyske Bank Boxen, Herning Zuschauer: 4.526 Schiedsrichter: Lah / Sok |

| 7. Dezember 2023 20:30 Uhr | Dänemark               | 26:27                          | Japan                  | Jyske Bank Boxen, Herning Zuschauer: 6.707 Schiedsrichter: Carmaux / Mursch |
| 7. Dezember 2023 20:30 Uhr | meiste Tore: Højlund 5 | (12:12)                        | meiste Tore: Hattori 7 | Jyske Bank Boxen, Herning Zuschauer: 6.707 Schiedsrichter: Carmaux / Mursch |
| 7. Dezember 2023 20:30 Uhr | Strafen: 1× 5×         | Spielbericht \| Spielstatistik | Strafen: 2×            | Jyske Bank Boxen, Herning Zuschauer: 6.707 Schiedsrichter: Carmaux / Mursch |

| 9. Dezember 2023 15:30 Uhr | Rumänien                 | 32:28                          | Japan                          | Jyske Bank Boxen, Herning Zuschauer: 3.502 Schiedsrichter: García / Paolantoni |
| 9. Dezember 2023 15:30 Uhr | meiste Tore: Buceschi 12 | (17:14)                        | meiste Tore: Hattori, Aizawa 5 | Jyske Bank Boxen, Herning Zuschauer: 3.502 Schiedsrichter: García / Paolantoni |
| 9. Dezember 2023 15:30 Uhr | Strafen: 1× 4×           | Spielbericht \| Spielstatistik | Strafen: 4×                    | Jyske Bank Boxen, Herning Zuschauer: 3.502 Schiedsrichter: García / Paolantoni |

| 9. Dezember 2023 18:00 Uhr | Serbien                | 21:31                          | Deutschland         | Jyske Bank Boxen, Herning Zuschauer: 8.138 Schiedsrichter: Javier Álvarez Mata, Yon Bustamante López |
| 9. Dezember 2023 18:00 Uhr | meiste Tore: Jovović 6 | (13:14)                        | meiste Tore: Döll 5 | Jyske Bank Boxen, Herning Zuschauer: 8.138 Schiedsrichter: Javier Álvarez Mata, Yon Bustamante López |
| 9. Dezember 2023 18:00 Uhr | Strafen: 4×            | Spielbericht \| Spielstatistik | Strafen: 3×         | Jyske Bank Boxen, Herning Zuschauer: 8.138 Schiedsrichter: Javier Álvarez Mata, Yon Bustamante López |

| 9. Dezember 2023 20:30 Uhr | Polen                 | 22:32                          | Dänemark                                    | Jyske Bank Boxen, Herning Zuschauer: 10.398 Schiedsrichter: Bolić / Hurich |
| 9. Dezember 2023 20:30 Uhr | meiste Tore: Rosiak 6 | (12:15)                        | meiste Tore: Jørgensen, Østergaard Jensen 5 | Jyske Bank Boxen, Herning Zuschauer: 10.398 Schiedsrichter: Bolić / Hurich |
| 9. Dezember 2023 20:30 Uhr | Strafen: 8×           | Spielbericht \| Spielstatistik | Strafen: 3×                                 | Jyske Bank Boxen, Herning Zuschauer: 10.398 Schiedsrichter: Bolić / Hurich |

| 11. Dezember 2023 15:30 Uhr | Japan                   | 22:20                          | Serbien                   | Jyske Bank Boxen, Herning Zuschauer: 1.979 Schiedsrichter: A. Covalciuc / I. Covalciuc |
| 11. Dezember 2023 15:30 Uhr | meiste Tore: Nakayama 6 | (09:08)                        | meiste Tore: Vukajlović 6 | Jyske Bank Boxen, Herning Zuschauer: 1.979 Schiedsrichter: A. Covalciuc / I. Covalciuc |
| 11. Dezember 2023 15:30 Uhr | Strafen: 3×             | Spielbericht \| Spielstatistik | Strafen: 1× 3× 1×         | Jyske Bank Boxen, Herning Zuschauer: 1.979 Schiedsrichter: A. Covalciuc / I. Covalciuc |

| 11. Dezember 2023 18:00 Uhr | Polen                 | 26:27                          | Rumänien                 | Jyske Bank Boxen, Herning Zuschauer: 5.221 Schiedsrichter: Belkhiri / Hamidi |
| 11. Dezember 2023 18:00 Uhr | meiste Tore: Balsam 8 | (10:13)                        | meiste Tore: Buceschi 11 | Jyske Bank Boxen, Herning Zuschauer: 5.221 Schiedsrichter: Belkhiri / Hamidi |
| 11. Dezember 2023 18:00 Uhr | Strafen: 1× 3×        | Spielbericht \| Spielstatistik | Strafen: 1× 4×           | Jyske Bank Boxen, Herning Zuschauer: 5.221 Schiedsrichter: Belkhiri / Hamidi |

| 11. Dezember 2023 20:30 Uhr | Deutschland         | 28:30                          | Dänemark             | Jyske Bank Boxen, Herning Zuschauer: 8.514 Schiedsrichter: Lah / Sok |
| 11. Dezember 2023 20:30 Uhr | meiste Tore: Bölk 5 | (13:15)                        | meiste Tore: Friis 7 | Jyske Bank Boxen, Herning Zuschauer: 8.514 Schiedsrichter: Lah / Sok |
| 11. Dezember 2023 20:30 Uhr | Strafen: 1× 6× 1×   | Spielbericht \| Spielstatistik | Strafen: 1× 3×       | Jyske Bank Boxen, Herning Zuschauer: 8.514 Schiedsrichter: Lah / Sok |

#### Gruppe IV
Die Spiele wurden in Frederikshavn ausgetragen.
| Pl. | Land         | Sp. | S | U | N | Tore      | Diff. | Punkte |
| --- | ------------ | --- | - | - | - | --------- | ----- | ------ |
| 1.  | Niederlande  | 5   | 5 | 0 | 0 | 0178:1150 | +63   | 10     |
| 2.  | Tschechien 1 | 5   | 3 | 0 | 2 | 0138:1300 | +8    | 6      |
| 3.  | Brasilien 1  | 5   | 3 | 0 | 2 | 0150:1280 | +22   | 6      |
| 4.  | Spanien 1    | 5   | 3 | 0 | 2 | 0132:1270 | +5    | 6      |
| 5.  | Argentinien  | 5   | 1 | 0 | 4 | 0115:1550 | −40   | 2      |
| 6.  | Ukraine      | 5   | 0 | 0 | 5 | 0104:1620 | −58   | 0      |

Legende
| 6. Dezember 2023 15:30 Uhr | Ukraine                 | 23:30                          | Tschechien               | Arena Nord, Frederikshavn Zuschauer: 711 Schiedsrichter: Altmar / Horvath |
| 6. Dezember 2023 15:30 Uhr | meiste Tore: Smbatjan 5 | (11:15)                        | meiste Tore: Jeřábková 9 | Arena Nord, Frederikshavn Zuschauer: 711 Schiedsrichter: Altmar / Horvath |
| 6. Dezember 2023 15:30 Uhr | Strafen: 2×             | Spielbericht \| Spielstatistik |                          | Arena Nord, Frederikshavn Zuschauer: 711 Schiedsrichter: Altmar / Horvath |

| 6. Dezember 2023 18:00 Uhr | Spanien                   | 30:23                          | Argentinien            | Arena Nord, Frederikshavn Zuschauer: 902 Schiedsrichter: Kažanegra / Vujačić |
| 6. Dezember 2023 18:00 Uhr | meiste Tore: Etxeberria 7 | (12:13)                        | meiste Tore: Gavilán 8 | Arena Nord, Frederikshavn Zuschauer: 902 Schiedsrichter: Kažanegra / Vujačić |
| 6. Dezember 2023 18:00 Uhr | Strafen: 2×               | Spielbericht \| Spielstatistik | Strafen: 1×            | Arena Nord, Frederikshavn Zuschauer: 902 Schiedsrichter: Kažanegra / Vujačić |

| 6. Dezember 2023 20:30 Uhr | Niederlande             | 35:27                          | Brasilien           | Arena Nord, Frederikshavn Zuschauer: 855 Schiedsrichter: Lovin / Stancu |
| 6. Dezember 2023 20:30 Uhr | meiste Tore: Housheer 6 | (18:13)                        | meiste Tore: Rosa 7 | Arena Nord, Frederikshavn Zuschauer: 855 Schiedsrichter: Lovin / Stancu |
| 6. Dezember 2023 20:30 Uhr | Strafen: 3×             | Spielbericht \| Spielstatistik | Strafen: 1× 3×      | Arena Nord, Frederikshavn Zuschauer: 855 Schiedsrichter: Lovin / Stancu |

| 8. Dezember 2023 15:30 Uhr | Brasilien                                  | 33:19                          | Argentinien          | Arena Nord, Frederikshavn Zuschauer: 417 Schiedsrichter: Doychinov / Goretsov |
| 8. Dezember 2023 15:30 Uhr | meiste Tore: de Paula, Cardoso de Castro 5 | (16:07)                        | meiste Tore: Pizzo 5 | Arena Nord, Frederikshavn Zuschauer: 417 Schiedsrichter: Doychinov / Goretsov |
| 8. Dezember 2023 15:30 Uhr | Strafen: 4×                                | Spielbericht \| Spielstatistik | Strafen: 1×          | Arena Nord, Frederikshavn Zuschauer: 417 Schiedsrichter: Doychinov / Goretsov |

| 8. Dezember 2023 18:00 Uhr | Tschechien               | 30:22                          | Spanien               | Arena Nord, Frederikshavn Zuschauer: 697 Schiedsrichter: Hansen / Madsen |
| 8. Dezember 2023 18:00 Uhr | meiste Tore: Jeřábková 9 | (13:09)                        | meiste Tore: Buforn 6 | Arena Nord, Frederikshavn Zuschauer: 697 Schiedsrichter: Hansen / Madsen |
| 8. Dezember 2023 18:00 Uhr | Strafen: 1× 2×           | Spielbericht \| Spielstatistik |                       | Arena Nord, Frederikshavn Zuschauer: 697 Schiedsrichter: Hansen / Madsen |

| 8. Dezember 2023 20:30 Uhr | Ukraine                | 21:40                          | Niederlande            | Arena Nord, Frederikshavn Zuschauer: 823 Schiedsrichter: Alenezi / Alnaseem |
| 8. Dezember 2023 20:30 Uhr | meiste Tore: Schukal 5 | (08:19)                        | meiste Tore: Abbingh 8 | Arena Nord, Frederikshavn Zuschauer: 823 Schiedsrichter: Alenezi / Alnaseem |
| 8. Dezember 2023 20:30 Uhr | Strafen: 1× 3×         | Spielbericht \| Spielstatistik | Strafen: 2×            | Arena Nord, Frederikshavn Zuschauer: 823 Schiedsrichter: Alenezi / Alnaseem |

| 10. Dezember 2023 12:00 Uhr | Argentinien         | 25:20                          | Ukraine                   | Arena Nord, Frederikshavn Zuschauer: 504 Schiedsrichter: Kazanegra / Vujačić |
| 10. Dezember 2023 12:00 Uhr | meiste Tore: Cavo 6 | (13:11)                        | meiste Tore: Konowalowa 6 | Arena Nord, Frederikshavn Zuschauer: 504 Schiedsrichter: Kazanegra / Vujačić |
| 10. Dezember 2023 12:00 Uhr | Strafen: 6× 1×      | Spielbericht \| Spielstatistik | Strafen: 1× 5×            | Arena Nord, Frederikshavn Zuschauer: 504 Schiedsrichter: Kazanegra / Vujačić |

| 10. Dezember 2023 14:15 Uhr | Tschechien                | 27:30                          | Brasilien                        | Arena Nord, Frederikshavn Zuschauer: 769 Schiedsrichter: Lovin / Stancu |
| 10. Dezember 2023 14:15 Uhr | meiste Tore: Jeřábková 11 | (17:16)                        | meiste Tore: Cardoso de Castro 9 | Arena Nord, Frederikshavn Zuschauer: 769 Schiedsrichter: Lovin / Stancu |
| 10. Dezember 2023 14:15 Uhr | Strafen: 2×               | Spielbericht \| Spielstatistik | Strafen: 1× 3×                   | Arena Nord, Frederikshavn Zuschauer: 769 Schiedsrichter: Lovin / Stancu |

| 10. Dezember 2023 16:30 Uhr | Niederlande              | 29:21                          | Spanien                                | Arena Nord, Frederikshavn Zuschauer: 1.314 Schiedsrichter: Hansen / Madsen |
| 10. Dezember 2023 16:30 Uhr | meiste Tore: Sprengers 6 | (13:09)                        | meiste Tore: So Delgado, González je 5 | Arena Nord, Frederikshavn Zuschauer: 1.314 Schiedsrichter: Hansen / Madsen |
| 10. Dezember 2023 16:30 Uhr | Strafen: 3×              | Spielbericht \| Spielstatistik | Strafen: 2×                            | Arena Nord, Frederikshavn Zuschauer: 1.314 Schiedsrichter: Hansen / Madsen |

### President’s Cup
Beim President’s Cup ermittelten die viertplatzierten Mannschaften der Vorrundengruppen A bis H die Platzierungen 25 bis 32. Die Spiele fanden vom 6.  bis zum 13. Dezember 2023 statt. Der President’s Cup lief in zwei Phasen ab: Platzierungsrunde und Platzierungsspiele.
Islands Nationalmannschaft gewann den President’s Cup.

#### Platzierungsrunde
Die erste Phase war die Platzierungsrunde. Hier wurde ermittelt, welche Mannschaften um welche Plätze in den Platzierungsspielen spielt. Dazu wurde eine Punktspielrunde durchgeführt und zwei Gruppen mit jeweils vier Mannschaften gebildet, die gegeneinander spielten. Für jeden Sieg bekam die Mannschaft zwei Punkte, einen Punkt gab es für ein Unentschieden. Bei Punktgleichheit galten zur Ermittlung der Platzierung:
1. höhere Anzahl Punkte in den Direktbegegnungen der punktgleichen Teams;
2. bessere Tordifferenz in den Direktbegegnungen der punktgleichen Teams;
3. höhere Anzahl Tore in den Direktbegegnungen der punktgleichen Teams;
4. bessere Tordifferenz von sämtlichen Spielen;
5. höhere Anzahl Tore aus allen Spielen;
6. das Los.

Legende

##### Gruppe I
| Pl. | Land                | Sp. | S | U | N | Tore    | Diff. | Punkte |
| --- | ------------------- | --- | - | - | - | ------- | ----- | ------ |
| 1.  | Island              | 3   | 3 | 0 | 0 | 092:560 | +36   | 6      |
| 2.  | Volksrepublik China | 3   | 2 | 0 | 1 | 078:740 | +4    | 4      |
| 3.  | Paraguay            | 3   | 1 | 0 | 2 | 060:670 | −7    | 2      |
| 4.  | Grönland            | 3   | 0 | 0 | 3 | 057:900 | −33   | 0      |

| 7. Dezember 2023 15:30 Uhr | China                 | 23:20                          | Paraguay                          | Arena Nord, Frederikshavn Zuschauer: 254 Schiedsrichter: Altmar / Horvath |
| 7. Dezember 2023 15:30 Uhr | meiste Tore: Jin M. 6 | (09:10)                        | meiste Tore: Insfrán, Fernández 6 | Arena Nord, Frederikshavn Zuschauer: 254 Schiedsrichter: Altmar / Horvath |
| 7. Dezember 2023 15:30 Uhr | Strafen: 6× 1×        | Spielbericht \| Spielstatistik | Strafen: 1×                       | Arena Nord, Frederikshavn Zuschauer: 254 Schiedsrichter: Altmar / Horvath |

| 7. Dezember 2023 18:00 Uhr | Grönland            | 14:37                          | Island                        | Arena Nord, Frederikshavn Zuschauer: 702 Schiedsrichter: Doychinov / Goretsov |
| 7. Dezember 2023 18:00 Uhr | meiste Tore: Holm 6 | (08:19)                        | meiste Tore: Ásgeirsdóttir 10 | Arena Nord, Frederikshavn Zuschauer: 702 Schiedsrichter: Doychinov / Goretsov |
| 7. Dezember 2023 18:00 Uhr | Strafen: 4×         | Spielbericht \| Spielstatistik | Strafen: 1× 2×                | Arena Nord, Frederikshavn Zuschauer: 702 Schiedsrichter: Doychinov / Goretsov |

| 9. Dezember 2023 18:00 Uhr | Paraguay               | 19:25                          | Island                       | Arena Nord, Frederikshavn Zuschauer: 153 Schiedsrichter: Lovin / Stancu |
| 9. Dezember 2023 18:00 Uhr | meiste Tore: Insfrán 7 | (09:13)                        | meiste Tore: Albertsdóttir 7 | Arena Nord, Frederikshavn Zuschauer: 153 Schiedsrichter: Lovin / Stancu |
| 9. Dezember 2023 18:00 Uhr | Strafen: 1× 5×         | Spielbericht \| Spielstatistik | Strafen: 1× 5× 1×            | Arena Nord, Frederikshavn Zuschauer: 153 Schiedsrichter: Lovin / Stancu |

| 9. Dezember 2023 20:30 Uhr | China              | 32:24                          | Grönland                      | Arena Nord, Frederikshavn Zuschauer: 455 Schiedsrichter: H. Elsaied / Y. Elsaied |
| 9. Dezember 2023 20:30 Uhr | meiste Tore: Liu 7 | (17:08)                        | meiste Tore: Petersen, Holm 4 | Arena Nord, Frederikshavn Zuschauer: 455 Schiedsrichter: H. Elsaied / Y. Elsaied |
| 9. Dezember 2023 20:30 Uhr | Strafen: 3×        | Spielbericht \| Spielstatistik | Strafen: 4×                   | Arena Nord, Frederikshavn Zuschauer: 455 Schiedsrichter: H. Elsaied / Y. Elsaied |

| 11. Dezember 2023 18:00 Uhr | Island                                           | 30:23                          | China                 | Arena Nord, Frederikshavn Zuschauer: 134 Schiedsrichter: Budzák / Záhradník |
| 11. Dezember 2023 18:00 Uhr | meiste Tore: Erlingsdóttir, E. R. Magnúsdóttir 6 | (13:11)                        | meiste Tore: Jin M. 7 | Arena Nord, Frederikshavn Zuschauer: 134 Schiedsrichter: Budzák / Záhradník |
| 11. Dezember 2023 18:00 Uhr | Strafen: 2×                                      | Spielbericht \| Spielstatistik | Strafen: 1× 2× 1×     | Arena Nord, Frederikshavn Zuschauer: 134 Schiedsrichter: Budzák / Záhradník |

| 11. Dezember 2023 20:30 Uhr | Paraguay               | 21:19                          | Grönland              | Arena Nord, Frederikshavn Zuschauer: 332 Schiedsrichter: Alenezi / Alnaseem |
| 11. Dezember 2023 20:30 Uhr | meiste Tore: Mendoza 6 | (11:09)                        | meiste Tore: Bjerge 4 | Arena Nord, Frederikshavn Zuschauer: 332 Schiedsrichter: Alenezi / Alnaseem |
| 11. Dezember 2023 20:30 Uhr | Strafen: 1×            | Spielbericht \| Spielstatistik | Strafen: 4×           | Arena Nord, Frederikshavn Zuschauer: 332 Schiedsrichter: Alenezi / Alnaseem |

##### Gruppe II
| Pl. | Land           | Sp. | S | U | N | Tore    | Diff. | Punkte |
| --- | -------------- | --- | - | - | - | ------- | ----- | ------ |
| 1.  | Republik Kongo | 3   | 3 | 0 | 0 | 093:770 | +16   | 6      |
| 2.  | Chile          | 3   | 2 | 0 | 1 | 078:670 | +11   | 4      |
| 3.  | Kasachstan     | 3   | 1 | 0 | 2 | 092:930 | −1    | 2      |
| 4.  | Iran           | 3   | 0 | 0 | 3 | 069:950 | −26   | 0      |

| 6. Dezember 2023 13:00 Uhr | Kasachstan                               | 36:37                          | Kongo                     | Arena Nord, Frederikshavn Zuschauer: 633 Schiedsrichter: Cheng / Zhou |
| 6. Dezember 2023 13:00 Uhr | meiste Tore: Radajewa, Reschemetowa je 9 | (18:15)                        | meiste Tore: Diagouraga 8 | Arena Nord, Frederikshavn Zuschauer: 633 Schiedsrichter: Cheng / Zhou |
| 6. Dezember 2023 13:00 Uhr |                                          | Spielbericht \| Spielstatistik | Strafen: 4×               | Arena Nord, Frederikshavn Zuschauer: 633 Schiedsrichter: Cheng / Zhou |

| 7. Dezember 2023 13:00 Uhr | Chile                 | 30:20                          | Iran                  | Arena Nord, Frederikshavn Zuschauer: 220 Schiedsrichter: Cheng / Zhou |
| 7. Dezember 2023 13:00 Uhr | meiste Tore: Lovera 6 | (14:06)                        | meiste Tore: Merikh 8 | Arena Nord, Frederikshavn Zuschauer: 220 Schiedsrichter: Cheng / Zhou |
| 7. Dezember 2023 13:00 Uhr | Strafen: 1× 2×        | Spielbericht \| Spielstatistik | Strafen: 2×           | Arena Nord, Frederikshavn Zuschauer: 220 Schiedsrichter: Cheng / Zhou |

| 9. Dezember 2023 13:00 Uhr | Chile                 | 27:23                          | Kasachstan                  | Arena Nord, Frederikshavn Zuschauer: 402 Schiedsrichter: Kazanegra / Vujačić |
| 9. Dezember 2023 13:00 Uhr | meiste Tore: Lovera 9 | (13:11)                        | meiste Tore: Reschemetowa 5 | Arena Nord, Frederikshavn Zuschauer: 402 Schiedsrichter: Kazanegra / Vujačić |
| 9. Dezember 2023 13:00 Uhr | Strafen: 6×           | Spielbericht \| Spielstatistik | Strafen: 1×                 | Arena Nord, Frederikshavn Zuschauer: 402 Schiedsrichter: Kazanegra / Vujačić |

| 9. Dezember 2023 15:30 Uhr | Iran                 | 20:32                          | Kongo                   | Arena Nord, Frederikshavn Zuschauer: 174 Schiedsrichter: Altmar / Horvath |
| 9. Dezember 2023 15:30 Uhr | meiste Tore: Badvi 9 | (09:19)                        | meiste Tore: Domingos 6 | Arena Nord, Frederikshavn Zuschauer: 174 Schiedsrichter: Altmar / Horvath |
| 9. Dezember 2023 15:30 Uhr | Strafen: 1× 2×       | Spielbericht \| Spielstatistik | Strafen: 4×             | Arena Nord, Frederikshavn Zuschauer: 174 Schiedsrichter: Altmar / Horvath |

| 11. Dezember 2023 13:00 Uhr | Kongo                     | 24:21                          | Chile                 | Arena Nord, Frederikshavn Zuschauer: 154 Schiedsrichter: Bolić / Hurich |
| 11. Dezember 2023 13:00 Uhr | meiste Tore: Diagouraga 5 | (08:12)                        | meiste Tore: Lovera 8 | Arena Nord, Frederikshavn Zuschauer: 154 Schiedsrichter: Bolić / Hurich |
| 11. Dezember 2023 13:00 Uhr | Strafen: 1× 7×            | Spielbericht \| Spielstatistik | Strafen: 1× 4×        | Arena Nord, Frederikshavn Zuschauer: 154 Schiedsrichter: Bolić / Hurich |

| 11. Dezember 2023 15:30 Uhr | Iran                   | 29:33                          | Kasachstan              | Arena Nord, Frederikshavn Zuschauer: 67 Schiedsrichter: Doychinov / Goretsov |
| 11. Dezember 2023 15:30 Uhr | meiste Tore: Merikh 11 | (15:17)                        | meiste Tore: Chardina 7 | Arena Nord, Frederikshavn Zuschauer: 67 Schiedsrichter: Doychinov / Goretsov |
| 11. Dezember 2023 15:30 Uhr | Strafen: 1× 4×         | Spielbericht \| Spielstatistik | Strafen: 1× 2×          | Arena Nord, Frederikshavn Zuschauer: 67 Schiedsrichter: Doychinov / Goretsov |

#### Platzierungsspiele (Plätze 25 bis 32)
Die zweite Phase waren die Platzierungsspiele. Die Paarungen ergaben sich aus den in der vorherigen Platzierungsrunde ermittelten Gruppenplätzen – die Erstplatzierten der beiden Gruppen spielten um Platz 25, die Zweitplatzierten um Platz 27, die Drittplatzierten spielten gegeneinander Platz 29 aus und die Letztplatzierten der Gruppen den 31. Platz. Die Spiele wurden am 13. Dezember 2023 ausgetragen.

##### Spiel um Platz 31
| 13. Dezember 2023 13:00 Uhr | Grönland              | 23:28                          | Iran                  | Arena Nord, Frederikshavn Zuschauer: 537 Schiedsrichter: Altmar / Horvath |
| 13. Dezember 2023 13:00 Uhr | meiste Tore: Bjerge 8 | (12:12)                        | meiste Tore: Merikh 6 | Arena Nord, Frederikshavn Zuschauer: 537 Schiedsrichter: Altmar / Horvath |
| 13. Dezember 2023 13:00 Uhr | Strafen: 5×           | Spielbericht \| Spielstatistik | Strafen: 5×           | Arena Nord, Frederikshavn Zuschauer: 537 Schiedsrichter: Altmar / Horvath |

##### Spiel um Platz 29
| 13. Dezember 2023 15:30 Uhr | Paraguay                | 36:30                          | Kasachstan              | Arena Nord, Frederikshavn Zuschauer: 96 Schiedsrichter: Alenezi / Alnaseem |
| 13. Dezember 2023 15:30 Uhr | meiste Tore: Portillo 9 | (20:18)                        | meiste Tore: Chardina 9 | Arena Nord, Frederikshavn Zuschauer: 96 Schiedsrichter: Alenezi / Alnaseem |
| 13. Dezember 2023 15:30 Uhr | Strafen: 3×             | Spielbericht \| Spielstatistik | Strafen: 3×             | Arena Nord, Frederikshavn Zuschauer: 96 Schiedsrichter: Alenezi / Alnaseem |

##### Spiel um Platz 27
| 13. Dezember 2023 18:00 Uhr | China                | 25:26                          | Chile                 | Arena Nord, Frederikshavn Zuschauer: 103 Schiedsrichter: H. Elsaied / Y. Elsaied |
| 13. Dezember 2023 18:00 Uhr | meiste Tore: Li X. 8 | (13:15)                        | meiste Tore: Lovera 5 | Arena Nord, Frederikshavn Zuschauer: 103 Schiedsrichter: H. Elsaied / Y. Elsaied |
| 13. Dezember 2023 18:00 Uhr | Strafen: 1× 8× 1×    | Spielbericht \| Spielstatistik | Strafen: 4×           | Arena Nord, Frederikshavn Zuschauer: 103 Schiedsrichter: H. Elsaied / Y. Elsaied |

##### Spiel um Platz 25
| 13. Dezember 2023 20:30 Uhr | Island                      | 30:28                          | Kongo                    | Arena Nord, Frederikshavn Zuschauer: 86 Schiedsrichter: Kazanegra / Vujačić |
| 13. Dezember 2023 20:30 Uhr | meiste Tore: Sturludóttir 6 | (14:14)                        | meiste Tore: Ngombele 10 | Arena Nord, Frederikshavn Zuschauer: 86 Schiedsrichter: Kazanegra / Vujačić |
| 13. Dezember 2023 20:30 Uhr | Strafen: 3×                 | Spielbericht \| Spielstatistik | Strafen: 1× 5×           | Arena Nord, Frederikshavn Zuschauer: 86 Schiedsrichter: Kazanegra / Vujačić |

### Finalrunde
Ab der Finalrunde, welches vom 12. bis 17. Dezember 2023 in Herning und Trondheim stattfand, wurden die Spiele im K.-o.-System ausgetragen. War ein Spiel nach der regulären Spielzeit unentschieden, wurde eine Verlängerung von zweimal 5 Minuten gespielt. Stand es nach dieser Verlängerung immer noch unentschieden, wurde eine zweite Verlängerung mit derselben Spielzeit angehängt. Bei einem weiterhin unentschiedenen Spielstand wäre das Spiel im Siebenmeterwerfen entschieden worden.
| Viertelfinale | Viertelfinale | Viertelfinale |                   |                   | Halbfinale        | Halbfinale | Halbfinale |                  |                  | Finale           | Finale | Finale |
|               |               |               |                   |                   |                   |            |            |                  |                  |                  |        |        |
| I1            | Schweden      | 27            |                   |                   |                   |            |            |                  |                  |                  |        |        |
| III2          | Deutschland   | 20            |                   |                   |                   |            |            |                  |                  |                  |        |        |
|               |               |               | VF1               | Schweden          | 28                |            |            |                  |                  |                  |        |        |
|               |               |               |                   | VF3               | Frankreich        | 37         |            |                  |                  |                  |        |        |
| II1           | Frankreich    | 33            |                   |                   |                   |            |            |                  |                  |                  |        |        |
| IV2           | Tschechien    | 22            |                   |                   |                   |            | Endspiel   | Endspiel         | Endspiel         |                  |        |        |
|               |               |               | HF1               | Frankreich        | 31                |            |            |                  |                  |                  |        |        |
|               |               |               |                   | HF2               | Norwegen          | 28         |            |                  |                  |                  |        |        |
| III1          | Dänemark      | 26            |                   |                   |                   |            |            |                  |                  |                  |        |        |
| I2            | Montenegro    | 24            |                   |                   |                   |            |            |                  |                  |                  |        |        |
|               |               |               | VF2               | Dänemark          | 28                |            |            |                  |                  |                  |        |        |
|               |               |               |                   | VF4               | Norwegen          | 29         |            | Spiel um Platz 3 | Spiel um Platz 3 | Spiel um Platz 3 |        |        |
| IV1           | Niederlande   | 23            | nach Verlängerung | nach Verlängerung | nach Verlängerung | HF1        | Schweden   | 27               |                  |                  |        |        |
| II2           | Norwegen      | 30            |                   |                   |                   |            | HF2        | Dänemark         | 28               |                  |        |        |
|               |               |               |                   |                   |                   |            |            |                  |                  |                  |        |        |

| Halbfinale Platz 5 bis 8 | Halbfinale Platz 5 bis 8 | Halbfinale Platz 5 bis 8 |                  |             | Spiele um Platz 5 und 7 | Spiele um Platz 5 und 7 | Spiele um Platz 5 und 7 |
|                          |                          |                          |                  |             |                         |                         |                         |
| VF1                      | Deutschland              | 32                       |                  |             |                         |                         |                         |
| VF3                      | Tschechien               | 26                       |                  |             | Spiel um Platz 5        | Spiel um Platz 5        | Spiel um Platz 5        |
|                          |                          |                          | V1               | Deutschland | 26                      |                         |                         |
|                          |                          |                          |                  | V4          | Niederlande             | 30                      |                         |
| VF2                      | Montenegro               | 25                       |                  |             |                         |                         |                         |
| VF4                      | Niederlande              | 28                       |                  |             |                         |                         |                         |
|                          |                          |                          | Spiel um Platz 7 |             |                         |                         |                         |
|                          |                          |                          | V3               | Tschechien  | 24                      |                         |                         |
| V2                       | Montenegro               | 28                       |                  |             |                         |                         |                         |
|                          |                          |                          |                  |             |                         |                         |                         |

#### Viertelfinale
| 12. Dezember 2023 17:30 Uhr | Frankreich               | 33:22                          | Tschechien               | Trondheim Spektrum, Trondheim Zuschauer: 4.455 Schiedsrichter: Javier Álvarez Mata, Yon Bustamante López |
| 12. Dezember 2023 17:30 Uhr | meiste Tore: Nze Minko 5 | (18:16)                        | meiste Tore: Jeřábková 6 | Trondheim Spektrum, Trondheim Zuschauer: 4.455 Schiedsrichter: Javier Álvarez Mata, Yon Bustamante López |
| 12. Dezember 2023 17:30 Uhr | Strafen: 4×              | Spielbericht \| Spielstatistik | Strafen: 2× 1×           | Trondheim Spektrum, Trondheim Zuschauer: 4.455 Schiedsrichter: Javier Álvarez Mata, Yon Bustamante López |

| 12. Dezember 2023 20:30 Uhr | Niederlande                           | 23:30                          | Norwegen                | Trondheim Spektrum, Trondheim Zuschauer: 7.514 Schiedsrichter: Merz / Kuttler |
| 12. Dezember 2023 20:30 Uhr | meiste Tore: Malestein, Housheer je 4 | (11:12)                        | meiste Tore: Skogrand 9 | Trondheim Spektrum, Trondheim Zuschauer: 7.514 Schiedsrichter: Merz / Kuttler |
| 12. Dezember 2023 20:30 Uhr | Strafen: 3×                           | Spielbericht \| Spielstatistik | Strafen: 1× 7×          | Trondheim Spektrum, Trondheim Zuschauer: 7.514 Schiedsrichter: Merz / Kuttler |

| 13. Dezember 2023 17:30 Uhr | Schweden                                            | 27:20                          | Deutschland                                   | Jyske Bank Boxen, Herning Zuschauer: 6.613 Schiedsrichter: Hansen / Madsen |
| 13. Dezember 2023 17:30 Uhr | meiste Tore: Mellegård, Blohm, Roberts, Hagman je 5 | (16:06)                        | meiste Tore: Berger, Grijseels, Leuchter je 4 | Jyske Bank Boxen, Herning Zuschauer: 6.613 Schiedsrichter: Hansen / Madsen |
| 13. Dezember 2023 17:30 Uhr | Strafen: 1×                                         | Spielbericht \| Spielstatistik |                                               | Jyske Bank Boxen, Herning Zuschauer: 6.613 Schiedsrichter: Hansen / Madsen |

| 13. Dezember 2023 20:30 Uhr | Dänemark                        | 26:24                          | Montenegro            | Jyske Bank Boxen, Herning Zuschauer: 11.031 Schiedsrichter: Belkhiri / Hamidi |
| 13. Dezember 2023 20:30 Uhr | meiste Tore: Hansen, Friis je 5 | (13:10)                        | meiste Tore: Mugoša 6 | Jyske Bank Boxen, Herning Zuschauer: 11.031 Schiedsrichter: Belkhiri / Hamidi |
| 13. Dezember 2023 20:30 Uhr | Strafen: 1×                     | Spielbericht \| Spielstatistik | Strafen: 2× 6×        | Jyske Bank Boxen, Herning Zuschauer: 11.031 Schiedsrichter: Belkhiri / Hamidi |

#### Platzierungsspiele um Platz 5 bis 8
| 15. Dezember 2023 11:30 Uhr | Deutschland             | 32:26                          | Tschechien               | Jyske Bank Boxen, Herning Zuschauer: 445 Schiedsrichter: García / Paolantoni |
| 15. Dezember 2023 11:30 Uhr | meiste Tore: Leuchter 6 | (14:12)                        | meiste Tore: Jeřábková 6 | Jyske Bank Boxen, Herning Zuschauer: 445 Schiedsrichter: García / Paolantoni |
| 15. Dezember 2023 11:30 Uhr | Strafen: 3× 6×          | Spielbericht \| Spielstatistik | Strafen: 3×              | Jyske Bank Boxen, Herning Zuschauer: 445 Schiedsrichter: García / Paolantoni |

| 15. Dezember 2023 14:30 Uhr | Montenegro            | 25:28                          | Niederlande              | Jyske Bank Boxen, Herning Zuschauer: 1.627 Schiedsrichter: Hansen / Madsen |
| 15. Dezember 2023 14:30 Uhr | meiste Tore: Mugoša 6 | (13:14)                        | meiste Tore: Malestein 8 | Jyske Bank Boxen, Herning Zuschauer: 1.627 Schiedsrichter: Hansen / Madsen |
| 15. Dezember 2023 14:30 Uhr | Strafen: 1×           | Spielbericht \| Spielstatistik | Strafen: 1×              | Jyske Bank Boxen, Herning Zuschauer: 1.627 Schiedsrichter: Hansen / Madsen |

#### Halbfinale
| 15. Dezember 2023 17:30 Uhr | Dänemark                 | 28:29 n. V.                    | Norwegen                | Jyske Bank Boxen, Herning Zuschauer: 12.136 Schiedsrichter: A. Konjičanin / D. Konjičanin |
| 15. Dezember 2023 17:30 Uhr | meiste Tore: Jørgensen 7 | (14:9), (23:23)                | meiste Tore: Reistad 15 | Jyske Bank Boxen, Herning Zuschauer: 12.136 Schiedsrichter: A. Konjičanin / D. Konjičanin |
| 15. Dezember 2023 17:30 Uhr | Strafen: 1× 5×           | Spielbericht \| Spielstatistik | Strafen: 4×             | Jyske Bank Boxen, Herning Zuschauer: 12.136 Schiedsrichter: A. Konjičanin / D. Konjičanin |

| 15. Dezember 2023 21:00 Uhr | Schweden              | 28:37                          | Frankreich             | Jyske Bank Boxen, Herning Zuschauer: 8.154 Schiedsrichter: Kuttler / Merz |
| 15. Dezember 2023 21:00 Uhr | meiste Tore: Hagman 5 | (11:19)                        | meiste Tore: Horacek 9 | Jyske Bank Boxen, Herning Zuschauer: 8.154 Schiedsrichter: Kuttler / Merz |
| 15. Dezember 2023 21:00 Uhr | Strafen: 5×           | Spielbericht \| Spielstatistik | Strafen: 1× 2×         | Jyske Bank Boxen, Herning Zuschauer: 8.154 Schiedsrichter: Kuttler / Merz |

#### Spiel um Platz 7
| 17. Dezember 2023 10:15 Uhr | Tschechien                                         | 24:28                          | Montenegro           | Jyske Bank Boxen, Herning Zuschauer: 491 Schiedsrichter: Lovin / Stancu |
| 17. Dezember 2023 10:15 Uhr | meiste Tore: Stříšková, Šustáčková, Jeřábková je 5 | (10:14)                        | meiste Tore: Grbić 7 | Jyske Bank Boxen, Herning Zuschauer: 491 Schiedsrichter: Lovin / Stancu |
| 17. Dezember 2023 10:15 Uhr | Strafen: 1×                                        | Spielbericht \| Spielstatistik | Strafen: 1× 5×       | Jyske Bank Boxen, Herning Zuschauer: 491 Schiedsrichter: Lovin / Stancu |

#### Spiel um Platz 5
| 17. Dezember 2023 13:00 Uhr | Deutschland         | 26:30                          | Niederlande              | Jyske Bank Boxen, Herning Zuschauer: 2.594 Schiedsrichter: A. Covalciuc / I. Covalciuc |
| 17. Dezember 2023 13:00 Uhr | meiste Tore: Döll 7 | (07:16)                        | meiste Tore: Malestein 7 | Jyske Bank Boxen, Herning Zuschauer: 2.594 Schiedsrichter: A. Covalciuc / I. Covalciuc |
| 17. Dezember 2023 13:00 Uhr | Strafen: 5×         | Spielbericht \| Spielstatistik | Strafen: 4×              | Jyske Bank Boxen, Herning Zuschauer: 2.594 Schiedsrichter: A. Covalciuc / I. Covalciuc |

#### Spiel um Platz 3
| 17. Dezember 2023 16:00 Uhr | Schweden                           | 27:28                          | Dänemark                                           | Jyske Bank Boxen, Herning Zuschauer: 11.877 Schiedsrichter: Javier Álvarez Mata, Yon Bustamante López |
| 17. Dezember 2023 16:00 Uhr | meiste Tore: Mellegård, Blohm je 7 | (15:18)                        | meiste Tore: A. M. Hansen, Jørgensen, Højlund je 5 | Jyske Bank Boxen, Herning Zuschauer: 11.877 Schiedsrichter: Javier Álvarez Mata, Yon Bustamante López |
| 17. Dezember 2023 16:00 Uhr | Strafen: 2×                        | Spielbericht \| Spielstatistik | Strafen: 2× 1×                                     | Jyske Bank Boxen, Herning Zuschauer: 11.877 Schiedsrichter: Javier Álvarez Mata, Yon Bustamante López |

#### Finale
| 17. Dezember 2023 19:00 Uhr | Frankreich                           | 31:28                          | Norwegen            | Jyske Bank Boxen, Herning Zuschauer: 12.031 Schiedsrichter: Lah / Sok |
| 17. Dezember 2023 19:00 Uhr | meiste Tore: Horacek, Grandveau je 5 | (20:17)                        | meiste Tore: Mørk 8 | Jyske Bank Boxen, Herning Zuschauer: 12.031 Schiedsrichter: Lah / Sok |
| 17. Dezember 2023 19:00 Uhr | Strafen: 1× 4×                       | Spielbericht \| Spielstatistik | Strafen: 2× 3×      | Jyske Bank Boxen, Herning Zuschauer: 12.031 Schiedsrichter: Lah / Sok |

## Statistiken

### Platzierungen
Die Platzierungen 1 bis 8 wurden in der Finalrunde, die Plätze 25 bis 32 im President’s Cup ausgespielt. Die dazwischen liegenden Plätze 9 bis 24 wurden nach der Abschlussplatzierung der vier Hauptrundengruppen wie folgt verteilt: Die Drittplatzierten belegte die Plätze 9 bis 12, die Viertplatzierten die Plätze 13 bis 16, die Fünftplatzierten die Plätze 17 bis 20 und die Sechstplatzierten der Hauptrundengruppen belegte die Abschlussplatzierungen 21 bis 24. Kriterien zur Verteilung der Plätze unter den Gleichplatzierten waren dabei die erreichte Punktzahl, die Tordifferenz und ggf. die Zahl der erzielten Tore, ggf. noch die Zahl der Tore aus der Vorrunde.
Die Weltmeisterschaft 2023 diente auch der Bestimmung von elf Teilnehmern am olympischen Turnier 2024 in Paris sowie von zwölf Teilnehmern an den drei Qualifikationsturnieren für die Olympischen Spiele 2024. Das Internationale Olympische Komitee hatte dafür bestimmte Kriterien festgelegt.
Legende:
| qualifiziert für die Olympischen Spiele 2024 1 2 3                               |
| qualifiziert für die drei Qualifikationsturniere der Olympischen Spiele 2024 4 5 |

| Rang | Mannschaft          | Spielerinnen (Einsätze/Tore) und Trainer |  |
| ---- | ------------------- | --- |  |
| 01.  | Frankreich 1 2      | Sarah Bouktit (8/22), Camille Depuiset (1/0), Laura Flippes (7/14), Pauletta Foppa (8/17), Laura Glauser (9/0), Léna Grandveau (9/20), Lucie Granier (9/14), Tamara Horacek (9/27), Orlane Kanor (9/32), Coralie Lassource (8/15), Déborah Lassource (6/4), Méline Nocandy (9/11), Estelle Nze Minko (9/30), Oriane Ondono (1/4), Hatadou Sako (8/0), Océane Sercien-Ugolin (2/3), Alicia Toublanc (9/30), Chloé Valentini (9/38), Grâce Zaadi (9/9) Trainer: Olivier Krumbholz |  |
| 02.  | Norwegen 2          | Maren Nyland Aardahl (9/20), Ingvild Bakkerud (9/18), Kari Brattset (6/7), Kristine Breistøl (6/8), Marie Davidsen (1/0), Thale Rushfeldt Deila (9/11), Camilla Herrem (9/42), Emilie Hovden (7/9), Vilde Ingstad (8/12), Katrine Lunde Haraldsen (7/0), Nora Mørk (7/26), Kristina Sirum Novak (3/11), Olivia Lykke Nygaard (2/1), Stine Bredal Oftedal (9/32), Henny Reistad (9/52), Maja Furu Sæteren (3/11), Stine Skogrand (8/27), Silje Solberg (8/1), Sanna Solberg (7/14) Trainer: Þórir Hergeirsson |  |
| 03.  | Dänemark 3          | Louise Burgaard (9/22), Emma Friis (8/30), Helena Hageso (7/10), Elma Halilcevic (2/7), Anne Mette Hansen (5/12), Line Haugsted (9/8), Kathrine Heindahl (8/14), Mie Højlund (9/25), Rikke Iversen (9/11), Sarah Iversen (9/15), Trine Østergaard Jensen (9/27), Kristina Jørgensen (9/47), Anna Kristensen (1/0), Kaja Kamp Nielsen (1/2), Simone Petersen (8/5), Althea Reinhardt (8/0), Julie Scaglione (5/11), Sandra Toft (8/1) Trainer: Jesper Jensen |  |
| 04.  | Schweden 4          | Tyra Axnér (8/14), Linn Blohm (7/25), Johanna Bundsen (7/2), Jenny Carlson (9/28), Nina Dano (8/9), Daniela de Jong (3/4), Evelina Eriksson (5/0), Nathalie Hagman (9/43), Elin Hansson (9/13), Sofia Hvenfelt (6/13), Nina Koppang (4/7), Anna Lagerquist (8/1), Emma Lindqvist (8/14), Mathilda Lundström (7/17), Olivia Mellegård (8/24), Jamina Roberts (9/36), Irma Schjött (1/2), Carin Strömberg (2/1), Kristin Thorleifsdóttir (6/8) Trainer: Tomas Axnér |  |
| 05.  | Niederlande 4       | Lois Abbingh (8/23), Yvette Broch (9/14), Rinka Duijndam (7/0), Kelly Dulfer (9/13), Tamara Haggerty (6/4), Dione Housheer (8/31), Tess Lieder (4/0), Angela Malestein (9/47), Kim Molenaar (1/1), Larissa Nüsser (8/20), Estavana Polman (6/21), Inger Smits (8/8), Zoë Sprengers (5/12), Yara ten Holte (7/3), Laura van der Heijden (9/23), Nikita van der Vliet (8/21), Loïs van Vliet (2/5), Bo van Wetering (9/38), Kelly Vollebregt (6/15) Trainer: Per Johansson |  |
| 06.  | Deutschland 4       | Lisa Antl (9/14), Julia Behnke (7/15), Jenny Behrend (7/19), Amelie Berger (9/17), Emily Bölk (9/20), Antje Döll (9/34), Katharina Filter (9/0), Alina Grijseels (8/34), Viola Leuchter (9/25), Annika Lott (8/19), Toni-Luisa Reinemann (1/1), Meike Schmelzer (6/5), Xenia Smits (9/25), Johanna Stockschläder (7/18), Mareike Thomaier (8/12), Sarah Wachter (9/1), Maren Weigel (9/11) Trainer: Markus Gaugisch |  |
| 07.  | Montenegro 4        | Anastasija Babović (5/0), Marta Batinović (4/0), Tatjana Brnović (9/27), Nina Bulatović (9/21), Nada Ćorović (1/0), Nataša Ćorović (1/0), Jelena Despotović (9/24), Ivana Godeč (9/14), Itana Grbić (9/33), Tanja Ivanović (9/8), Bobana Klikovac (8/14), Đurđina Malović (7/10), Anastasija Marsenić (3/5), Dijana Mugoša (9/43), Ivona Pavićević (8/24), Matea Pletikosić (9/20), Andrijana Popović (8/0), Marina Rajčić (9/0), Jelena Vukčević (3/3) Trainerin: Bojana Popović |  |
| 08.  | Tschechien 4        | Charlotte Cholevová (9/41), Eliška Desortová (5/3), Katka Dresslerová (8/3), Anna Franková (7/4), Julie Franková (9/7), Markéta Jeřábková (9/63), Anna Jestříbková (9/11), Kamila Kordovská (1/0), Sára Kovářová (6/4), Petra Kudláčková (9/1), Natálie Kuxová (8/9), Veronika Malá (9/46), Sabrina Novotná (7/0), Alena Stellnerová (0/0), Adéla Stříšková (5/6), Dominika Zachová (9/17), Markéta Šustáčková (9/27) Trainer: Bent Dahl |  |
|      |                     | |  |
| 09.  | Brasilien 3         | Bruna de Paula (6/26), Bárbara Arenhart (5/1), Adriana Cardoso de Castro (6/28), Gabriela Bitolo (1/1), Mariana Costa (6/20), Kelly de Abreu Rosa (6/15), Larissa Araújo (6/15), Francielle da Rocha (6/8), Gabriela Moreschi (6/0), Giulia Guarieiro (6/20), Patrícia Matieli (5/9), Tamires Morena Araújo (6/12), Mariane Fernándes (3/6), Fernanda Paulino de Lima (5/9), Ana Paula Rodrigues Belo (5/15), Jhennifer Lopes (6/2), Marcela Santos Arouinian (5/9) Trainer: Cristiano Silva |  |
| 10.  | Ungarn 4            | Anna Albek (4/11), Réka Bordás (5/3), Anna Bukovszky (2/0), Blanka Böde-Bíró (5/1), Kinga Debreczeni-Klivinyi (5/7), Petra Füzi-Tóvizi (4/4), Viktória Győri-Lukács (5/16), Gréta Juhász (4/8), Katrin Klujber (6/35), Csenge Kuczora (6/11), Gréta Márton (5/6), Nikoletta Papp (5/6), Noémi Pásztor (5/3), Petra Simon (6/9), Zsófi Szemerey (2/0), Nadine Szöllősi-Schatzl (6/20), Alexandra Töpfner (4/9), Petra Vámos (6/18) Trainer: Vlagyimir Golovin |  |
| 11.  | Slowenien 5         | Ana Abina (6/14), Ema Abina (3/1), Ana Gros (4/17), Ema Hrvatin (2/2), Manca Jurič (0/0), Valentina Klemenčič (6/8), Barbara Lazović (6/14), Nataša Ljepoja (4/27), Ema Marija Marković (5/3), Tamara Mavsar (5/30), Erin Novak (0/0), Amra Pandžić (6/0), Nina Spreitzer (6/2), Tjaša Stanko (6/24), Maja Svetik (5/5), Alja Varagić (6/27), Maja Vojnović (6/0) Trainer: Dragan Adžić |  |
| 12.  | Rumänien            | Alexandra Badea (5/), Nicoleta Balog (1/2), Bianca Bazaliu (6/9), Eliza Buceschi (6/47), Daria Bucur (6/8), Diana Ciucă (6/0), Nicoleta Dincă (4/8), Alexandra Dindiligan (6/14), Iulia Dumanska (3/0), Alicia Gogîrlă (3/6), Daciana Hosu (6/0), Cristina Laslo (6/16), Diana Lixăndroiu (1/5), Cristina Neagu (1/3), Lorena Ostase (6/13), Claudia Pașcan (1/1), Crina Pintea (6/20), Andreea Popa (6/8), Sonia Seraficeanu (6/20) Trainer: Constantin-Florentin Pera |  |
|      |                     | |  |
| 13.  | Spanien 5           | Mercedes Castellanos (6/0), Darly Zoqbi (6/0), Alicia Fernández (6/12), Carmen Campos (4/2), Silvia Arderíus (6/12), Lara González (5/0), Marta López (2/3), Danila So Delgado (4/7), Ester Somaza (3/4), Paula Arcos (6/14), Mireya González (5/20), María Prieto O’Mullony (3/5), Amaia González de Garibay (2/3), Soledad López (6/18), Maitane Etxeberria (6/16), Paulina Buforn (6/22), Kaba Gassama (6/15), Lysa Tchaptchet (6/13) Trainer: Ambrosio Martín |  |
| 14.  | Kroatien            | Tina Barišić (6/17), Lucija Bešen (6/0), Klara Birtić (3/2), Valentina Blažević (6/20), Mia Brkić (2/7), Lara Burić (3/10), Katarina Ježić (6/17), Larissa Kalaus (1/0), Dora Kalaus Žulj (2/1), Dejana Milosavljević (6/25), Ćamila Mičijević (6/14), Katarina Pavlović (2/3), Tea Pijević (5/0), Paula Posavec (4/5), Stela Posavec (6/3), Kristina Prkačin (3/2), Nikolina Zadravec (5/10), Sara Šenvald (6/3), Andrea Šimara (5/11) Trainer: Ivica Obrvan |  |
| 15.  | Angola 3            | Marta Alberto (6/0), Teresa Almeida (5/0), Bernardeth Belo (1/0), Azenaide Carlos (6/27), Natália Fonseca (5/6), Chélcia Gabriel (6/14), Isabel Guialo (5/20), Albertina Kassoma (6/29), Juliana Machado (6/15), Liliane Mário (3/2), Stélvia Pascoal (6/15), Helena Paulo (4/5), Marilia Quizelete (5/7), Dolores do Rosário (6/5), Natália Bernardo (6/15), Estefânia Venâncio (4/1) Trainer: Vivaldo Eduardo |  |
| 16.  | Polen               | Magda Balsam (6/29), Emilia Galińska (6/9), Nikola Głębocka (1/0), Adrianna Górna (5/4), Monika Kobylińska (6/23), Karolina Kochaniak-Sala (6/16), Paulina Masna (2/1), Sylwia Matuszczyk (6/8), Daria Michalak (5/8), Dagmara Nocuń (6/17), Adrianna Płaczek (6/1), Aleksandra Rosiak (6/1), Aleksandra Tomczyk (5/4), Marlena Urbańska (6/7), Paulina Uścinowicz (5/0), Mariola Wiertelak (4/5), Barbara Zima (6/2), Aleksandra Zimny (3/1) Trainer: Arne Senstad |  |
|      |                     | |  |
| 17.  | Japan               | Natsuki Aizawa (6/30), Natsumi Akiyama (5/5), Atsuko Baba (3/1), Hinata Fujiwara (1/5), Miyako Hatsumi (6/5), Saki Hattori (6/25), Wakana Hokaguchi (1/5), Sora Ishikawa (4/4), Sakura Kametani (5/0), Chikako Kasai (6/13), Yumi Kitahara (3/3), Hikaru Matsumoto (5/15), Mika Nagata (5/5), Kaho Nakayama (5/20), Ayame Okada (6/7), Senri Ryu (1/0), Naoko Sahara (2/3), Naho Saito (5/0), Haruno Sasaki (5/20), Yuki Yoshidome (6/13) Trainer: Shigeo Kusumoto |  |
| 18.  | Senegal             | Coura Camara (3/1), Doungou Camara (6/16), Aminata Cissokho (6/14), Raïssa Dapina (6/8), Mathita Diawara (1/2), Marie Fall (6/12), Laura Kamdop (2/0), Sophie Kebe (3/2), Fanta Keita (6/10), Hawa Ramatou Ndiaye (6/7), Soukeïna Sagna (6/40), Fama Sall (3/0), Khady Seck (1/0), Ndeye Sokhna Camara Sene (1/0), Dienaba Sy (6/13), Justicia Toubissa Elbeco (6/0) Trainer: Yacine Messaoudi |  |
| 19.  | Österreich          | Petra Blazek (6/1), Mirela Dedic (5/6), Kristina Dramac (4/10), Sonja Frey (5/13), Lilli Gschwentner (4/7), Josefine Huber (6/17), Ines Ivančok (6/29), Lena Ivančok (6/1), Stefanie Kaiser (5/3), Patricia Kovacs (6/17), Nora Leitner (3/1), Ana Pandza (5/7), Katarina Pandza (6/39), Johanna Reichert (5/6), Santina Sabatnig (4/13), Claudia Wess (5/10) Trainer: Herbert Müller |  |
| 20.  | Argentinien 5       | Carolina Bono (6/12), Valentina Brodsky (1/1), Rocío Campigli (6/9), Marisol Carratú (6/2), Micaela Casasola (6/26), Malena Cavo (6/21), Lucia Dalle Crode (4/0), Macarena Gandulfo (5/0), Ayelén García (6/6), Giuliana Gavilán (6/18), Elke Karsten (4/8), Valentina Learreta (2/1), Luciana Mendoza (3/3), Leila Niño (0/0), Manuela Pizzo (6/28), Sofia Rivadeneira (5/5), Martina Romero (5/6), Ayelén Rosalez (5/0) Trainer: Eduardo Gallardo |  |
|      |                     | |  |
| 21.  | Serbien             | Katarina Bojicić (6/9), Anđela Janjušević (6/14), Jovana Jovović (6/20), Molli Kubina (5/0), Marija Laništanin (5/22), Emilija Lazić (6/7), Nataša Lovrić (5/2), Teodora Majkić (1/0), Jovana Milojević (5/3), Edita Nuković (4/4), Dunja Radević (5/8), Sanja Radosavljević (6/22), Marija Simić (1/0), Aleksandra Stamenić (4/12), Teodora Veličković (4/7), Aleksandra Vukajlović (6/11), Marija Čolić (6/0) Trainer: Uroš Bregar |  |
| 22.  | Südkorea 3          | Gim Bo-eun (6/14), Jeon Ji-yeon (4/5), Jeong Jin-hui (6/0), Jo Eun-bin (6/2), Jo Su-yeon (5/4), Kang Eun-hye (6/5), Kang Eun-seo (4/1), Kim Se-jin (0/0), Lee Hye-won (3/3), Park Sae-young (6/0), Ryu Eun-hee (6/35), Shin Eun-joo (6/23), Shin Jin-mi (6/9), Song Ji-young (6/15), Woo Bit-na (6/36), Yun Ye-jin (5/7) Trainer: Henrik Signell |  |
| 23.  | Ukraine             | Julija Andrijtschuk (6/19), Judit Baloh (4/0), Olessja Djatschenko (6/6), Marija Hladun (6/0), Jewhenija Kohutsch (3/1), Karina Kolodjuk (5/8), Iryna Kompaniiets (6/4), Maryna Konowalowa (4/16), Kateryna Kosak (6/6), Marjana Markewytsch (6/11), Anastassija Melekeszewa (3/1), Andriana Naumenko (5/7), Tetjana Poljak (6/9), Iryna Prokopjak (6/5), Wiktorija Saltanjuk (5/0), Milana Schukal (6/18), Tamara Smbatjan (6/25), Karina Soskyda (5/5) Trainer: Witalij Andronow |  |
| 24.  | Kamerun 5           | Anne Florette Mbouchou Mandop (5/1), Yolande Touba Byolo (6/6), Paola Ebanga Baboga (6/19), Brenda-Sherryl Attisso (4/4), Chantal Voulania (5/0), Sifan Kongnyuy (3/0), Laeticia Ateba (6/32), Issa Haoua (5/6), Pasma Vanessa Nchouaouognigni (6/8), Genie Lupin Feudjie Vengou (5/7), Sonia Nnomo (6/10), Noëlle Mben (6/1), Marie Balana (6/0), Vicky Nyamsi Pokop (6/8) Trainer: Bertin Njantou Tabeth |  |
|      |                     | |  |
| 25.  | Island              | Perla Ruth Albertsdóttir (7/22), Hildigunnur Einarsdóttir (6/11), Elísa Elíasdóttir (4/7), Sandra Erlingsdóttir (7/34), Andrea Jacobsen (6/6), Katrín Tinna Jensdóttir (3/1), Sunna Jónsdóttir (7/4), Díana Dögg Magnúsdóttir (7/14), Elín Rósa Magnúsdóttir (7/20), Katla María Magnúsdóttir (2/2), Hafdís Renötudóttir (6/1), Jóhanna Margrét Sigurðardóttir (1/0), Þórey Rósa Stefánsdóttir (7/19), Thea Imani Sturludóttir (7/27), Berglind Þorsteinsdóttir (6/0), Elín Jóna Þorsteinsdóttir (6/1), Lilja Ágústsdóttir (4/8), Þórey Anna Ásgeirsdóttir (5/17) Trainer: Arnar Pétursson                                 |  |
| 26.  | Republik Kongo      | Malvina Suzane Apendi Ndzila (3/0), Fanta Diagouraga (7/38), Neida Klenn Divoko Kangou (3/2), Eugenia Ventura Domingos (7/14), Sharon Lea Dorson (1/3), Mercianne Hendo (4/2), Kassandra Jappont (7/20), Ruth Kodia (6/1), Suzanne Bellette Mambou (6/15), Hermida Chanaelle Mongo Makouala (7/8), Ruptia Chrishna Mouele Missamou (4/1), Betchaïdelle Ngombele (7/31), Diane Gaelle Nguekwian Yimga (7/6), Joséphine Nkou (7/12), Alicia Louise Ntessi (6/0), Jonedie Balotinelle Olikaka (3/6), Kimberley Rutil (7/20), Rita Luana Saraiva (7/9), Grace Zoubabela (4/1) Trainer: Younes Tatby                            |  |
| 27.  | Chile               | Josefa Ignacia Araya Salfate (7/14), Michaela Paz Bocchieri Ramirez (3/0), Valeria Belen Carrasco Diaz (7/7), Maria Elena Correa Vergara (5/1), Madeleine Cortez (7/3), Catalina Paz Galvez (7/2), Valeska Lovera (7/36), Catalina Francisca Moreno Córdova (7/10), Gabriela Belén Müller Ruiz (7/10), Pía Victoria Pacheco Cortés (4/3), Francisca Andrea Parra Parra (7/19), Constanza Paul (7/18), Antonella Valentina Piantini Avendaño (5/0), Romina Antonia Ramírez Muñoz (5/12), Alicia Ignacia Torres Lara (7/9), Francisca Elena Zavala Reyes (2/0), Maura Andrea Álvarez Gyllen (7/6) Trainer: Felipe Barrientos |  |
| 28.  | Volksrepublik China | Gong Lei (7/10), Yunuo Hu (7/0), Yishan Jiang (2/1), Jin Mengqing (7/32), Xiaoqing Li (7/28), Chan Liu (7/20), Xuedan Liu (5/6), Yuting Liu (7/20), Chang Lu (7/0), Jie Ma (6/4), Jiayi Wang (3/1), Nana Wei (6/3), Guisi Zhang (6/3), Xinyao Zhao (5/6), Mengxue Zhou (6/9), Hongyan Zhuang (7/12) Trainer: Zheng Yongli |  |
| 29.  | Paraguay 5          | Fátima Rocio Acuña Insfrán (7/14), Belinda Ayelen Bobadilla Pereira (5/3), Ana Giuliana Cristaldo Vera (6/1), María Paula Fernández Estigarribia (7/25), Fernanda Lujan Insfrán Mora (7/32), Delyne Esther Leiva Morlas (7/18), Maggie Alexandra Lugo Lara (7/6), Maria Machuca Espinoza (6/0), Jazmin Mendoza Peralta (6/21), Ada Miskinich Lugo (5/2), Fatima Morel Ocampos (6/0), Ariana Portillo Mieres (7/27), Milagros Samaniego Benitez (1/0), Kiara Vergara (7/8) Trainerin: Marizza Faría |  |
| 30.  | Kasachstan          | Zhannat Aitenova (7/0), Tansholpan Jumadilova (7/12), Aruzhan Khamitova (4/0), Veronika Khardina (7/34), Luiza Khasanova (2/1), Darya Kolesnichenko (5/0), Zhanerke Kuandykova (7/13), Mariya Pupchenkova (6/7), Xeniya Pupchenkova (5/4), Kristina Radayeva (7/33), Sevara Rejemetova (7/34), Zhanerke Seitkassym (6/9), Mariya Sitnikova (7/17), Valentina Sitnikova (6/2), Damira Zhaparova (7/0), Zlata Zvyagina (6/12) Trainer: Evgeny Shishkin |  |
| 31.  | Iran                | Mehraban Badvi (6/12), Bahar Eizadgashb (6/7), Zahra Faghihi (6/11), Fatemeh Khalili Behfar (7/0), Arezou Kiyaniara (7/9), Nastaran Koudzarifarahani (7/22), Haniyeh Lak (6/0), Fatemeh Merikh (7/41), Arezoo Mohammadi Ologhi (6/0), Hadiseh Norouzi Khorzoughi (6/10), Maede Oshaghi (6/4), Setareh Rahmanian (5/4), Sanaz Rajabi (4/6), Atieh Shahsavari (7/10), Mina Vatan Parast Tootoonsiz (4/2), Asra Zandi (6/6) Trainer: Gholamali Akbarabadi |  |
| 32.  | Grönland            | Ivalu Bjerge (7/28), Nivi Fly (5/0), Ane-Sofiannguaq Frederiksen (4/3), Josefine Gadgaard (7/7), Lykke Frank Hansen (7/13), Andrea Heilmann (7/6), Anja Heilmann (7/7), Aviaaja Heilmann (4/0), Ivaana Holm (7/14), Aviana Kâjangmat (6/10), Rina Lorentzen (5/0), Nuunu Lukassen (6/7), Nukaaka Lyberth (3/4), Ivâna Meincke (4/2), Aili Paneeraq Pedersen (7/4), Nivi Petersen (6/8), Sandra Rothberg (7/8), Sascha Zeeb (7/9) Trainer: Anders Friis |  |

Fußnoten:

### Liste der Top-Torschützinnen
| Platz                                       | Spieler             | Team        | Tore | Würfe | Quote [%] | 7-m-Tore | 7-m-Würfe | Spiele |
| ------------------------------------------- | ------------------- | ----------- | ---- | ----- | --------- | -------- | --------- | ------ |
| 1.                                          | Markéta Jeřábková   | Tschechien  | 63   | 110   | 57        | 7        | 11        | 9      |
| 2.                                          | Henny Reistad       | Norwegen    | 52   | 70    | 74        | 4        | 5         | 9      |
| 3.                                          | Kristina Jørgensen  | Dänemark    | 47   | 74    | 64        | 16       | 18        | 9      |
| 3.                                          | Angela Malestein    | Niederlande | 47   | 66    | 71        | 22       | 25        | 9      |
| 3.                                          | Eliza Buceschi      | Rumänien    | 47   | 63    | 75        | 17       | 18        | 6      |
| 6.                                          | Veronika Malá       | Tschechien  | 46   | 64    | 72        |          |           | 9      |
| 7.                                          | Nathalie Hagman     | Schweden    | 43   | 57    | 75        | 14       | 18        | 9      |
| 7.                                          | Dijana Mugoša       | Montenegro  | 43   | 62    | 69        | 14       | 19        | 9      |
| 9.                                          | Camilla Herrem      | Norwegen    | 42   | 54    | 78        |          |           | 9      |
| 10.                                         | Charlotte Cholevová | Tschechien  | 41   | 70    | 59        | 3        | 5         | 9      |
| 10.                                         | Fatemeh Merikh      | Iran        | 41   | 87    | 47        | 8        | 12        | 7      |
|                                             |                     |             |      |       |           |          |           |        |
| 13.                                         | Katarina Pandza     | Österreich  | 39   | 58    | 67        | 11       | 12        | 6      |
| 22.                                         | Antje Döll          | Deutschland | 34   | 47    | 72        |          |           | 9      |
| 22.                                         | Alina Grijseels     | Deutschland | 34   | 54    | 63        | 16       | 20        | 8      |
| Stand: 17. Dezember 2023 (Quelle: IHF.info) |                     |             |      |       |           |          |           |        |

### Liste der Top-Torhüterinnen
| Platz                                       | Spieler              | Team        | Paraden | Würfe | Quote [%] | Spiele |
| ------------------------------------------- | -------------------- | ----------- | ------- | ----- | --------- | ------ |
| 1.                                          | Irma Schjött         | Schweden    | 18      | 31    | 58        | 2      |
| 2.                                          | Olivia Lykke Nygaard | Norwegen    | 10      | 18    | 56        | 2      |
| 3.                                          | Marta Batinović      | Montenegro  | 40      | 78    | 51        | 4      |
| 4.                                          | Anna Kristensen      | Dänemark    | 11      | 22    | 50        | 1      |
| 5.                                          | Atsuko Baba          | Japan       | 26      | 53    | 49        | 3      |
| 6.                                          | Silje Solberg        | Norwegen    | 65      | 161   | 40        | 8      |
| 7.                                          | Lucija Bešen         | Kroatien    | 31      | 79    | 39        | 6      |
| 8.                                          | Zsófi Szemerey       | Ungarn      | 12      | 31    | 39        | 4      |
| 9.                                          | Rinka Duijndam       | Niederlande | 28      | 73    | 38        | 7      |
| 10.                                         | Tess Lieder          | Niederlande | 18      | 47    | 38        | 6      |
|                                             |                      |             |         |       |           |        |
| 14.                                         | Sarah Wachter        | Deutschland | 48      | 133   | 36        | 9      |
| Stand: 17. Dezember 2023 (Quelle: IHF.info) |                      |             |         |       |           |        |

### Fair-Play-Tabelle
| Platz | Team           | Spiele | Disqualifikation | Disqualifikation | Disqualifikation |           |           | Punkte 1 | Punkte 1 |
| Platz | Team           | Spiele |                  |                  | 3× = 2           | pro Spiel | insgesamt |          |          |
| Platz | Team           | Spiele | 0                | 18               | 10               | pro Spiel | insgesamt | 690      | 120      |
| --- | -------------- | ------ | ---------------- | ---------------- | ---------------- | --------- | --------- | -------- | -------- |
| 1. | Kasachstan     | 7      |                  |                  |                  | 14        | 1         | 4,1      | 29       |
| 2. | Schweden       | 9      |                  |                  |                  | 21        | 4         | 5,1      | 46       |
| 3. | Tschechien     | 9      |                  |                  |                  | 21        | 5         | 5,2      | 47       |
| 4. | Spanien        | 6      |                  |                  |                  | 14        | 4         | 5,3      | 32       |
| 5. | Paraguay       | 7      |                  | 2                |                  | 13        | 2         | 5,4      | 38       |
| 6. | Österreich     | 6      |                  |                  |                  | 15        | 3         | 5,5      | 33       |
| 6. | Senegal        | 6      |                  | 2                |                  | 9         | 5         | 5,5      | 33       |
| 8. | Japan          | 6      |                  |                  |                  | 17        | 1         | 5,8      | 35       |
| 9. | Niederlande    | 9      |                  |                  |                  | 27        |           | 6,0      | 54       |
| 9. | Argentinien    | 6      |                  | 1                | 1                | 15        | 1         | 6,0      | 36       |
| 9. | Chile          | 7      |                  |                  |                  | 20        | 2         | 6,0      | 42       |
| 12. | Dänemark       | 9      |                  |                  |                  | 26        | 7         | 6,5      | 59       |
| 12. | Kroatien       | 6      |                  |                  |                  | 17        | 5         | 6,5      | 39       |
| 12. | Island         | 7      |                  |                  | 2                | 20        | 6         | 6,5      | 46       |
| 15. | Ungarn         | 6      |                  |                  |                  | 17        | 6         | 6,6      | 40       |
| 16. | Brasilien      | 6      |                  |                  |                  | 20        | 2         | 7,0      | 42       |
| 16. | Ukraine        | 6      |                  |                  |                  | 19        | 4         | 7,0      | 42       |
| 18. | Norwegen       | 9      |                  |                  |                  | 29        | 6         | 7,1      | 64       |
| 18. | Frankreich     | 9      |                  | 1                | 1                | 27        | 5         | 7,1      | 64       |
| 18. | Grönland       | 7      |                  |                  |                  | 25        |           | 7,1      | 50       |
| 21. | Iran           | 7      |                  | 1                |                  | 22        | 2         | 7,2      | 51       |
| 22. | Südkorea       | 6      |                  | 2                | 1                | 17        | 2         | 7,6      | 46       |
| 23. | Rumänien       | 6      |                  | 1                |                  | 19        | 4         | 7,8      | 47       |
| 24. | Slowenien      | 6      |                  |                  |                  | 22        | 5         | 8,1      | 49       |
| 25. | Angola         | 6      |                  | 1                | 1                | 22        | 1         |          | 50       |
| 26. | China          | 7      |                  | 2                | 1                | 23        | 3         | 8,4      | 59       |
| 27. | Montenegro     | 9      |                  |                  | 1                | 34        | 10        | 8,6      | 78       |
| 27. | Kamerun        | 6      |                  | 2                |                  | 20        | 2         | 8,6      | 52       |
| 29. | Polen          | 6      |                  |                  |                  | 26        | 2         | 9,0      | 54       |
| 30. | Deutschland    | 9      |                  |                  | 1                | 37        | 8         | 9,1      | 82       |
| 31. | Serbien        | 6      |                  | 1                | 1                | 24        | 8         | 10,1     | 61       |
| 32. | Republik Kongo | 7      |                  | 2                |                  | 38        | 4         | 12,8     | 90       |
| 1 Die Ränge wurden durch den Durchschnitt „Punkte/Spiel“ ermittelt. Die Punktesumme setzte sich wie folgt zusammen: Jede : 1 Punkt, jede : 2 Punkte, jede direkte : 5 Punkte und jede : 10 Punkte.2 Die indirekte (3× eines Spielers) wurde nicht von der IHF berücksichtigt. Aus Transparenzgründen wird sie trotzdem separat aufgeführt. |                |        |                  |                  |                  |           |           |          |          |
| Stand: 17. Dezember 2023 (Quelle: IHF.info) |                |        |                  |                  |                  |           |           |          |          |

## Schiedsrichterteams
Die Internationale Handballföderation nominierte 23 Haupt- und zehn Reserve-Teams für die Spielleitung bei der Weltmeisterschaft.
| Land                    | Namen                                      | Land       | Namen                                |
| ----------------------- | ------------------------------------------ | ---------- | ------------------------------------ |
| Algerien                | Yousef Belkhiri / Sid Ali Hamidi           | Ungarn     | Kristof Altmar / Marton Horvath      |
| Argentinien             | María Inés Paolantoni / Mariana García     | Südkorea   | Koo Bon-ok / Lee Seok                |
| Österreich              | Denis Bolić / Christoph Hurich             | Kuwait     | Dalal Alnaseem / Maali Nawaf Alenezi |
| Bulgarien               | Georgi Doychinov / Yulian Goretsov         | Moldau     | Alexei Covalciuc / Igor Covalciuc    |
| Bosnien und Herzegowina | Amar Konjičanin / Dino Konjičanin          | Montenegro | Jelena Vujačić / Anđelina Kažanegra  |
| Brasilien               | Bruna Correa / Renata Correa               | Norwegen   | Eskil Braseth / Leif André Sundet    |
| Volksrepublik China     | Yufeng Cheng / Yunlei Zhou                 | Rumänien   | Cristina Lovin / Simona Stancu       |
| Deutschland             | Maike Merz / Tanja Kuttler                 | Slowenien  | Bojan Lah / David Sok                |
| Dänemark                | Mads Hansen / Jesper Madsen                | Serbien    | Marko Sekulić / Vladimir Jovandić    |
| Ägypten                 | Yasmina Elsaied / Heidy Elsaied            | Slowakei   | Andrej Budzák / Michal Záhradník     |
| Spanien                 | Javier Álvarez Mata / Yon Bustamante López | Uruguay    | Mathias Sosa / Cristian Lemes        |
| Frankreich              | Yann Carmaux / Julien Mursch               |            |                                      |

| Land        | Namen                                     | Land       | Namen                              |
| ----------- | ----------------------------------------- | ---------- | ---------------------------------- |
| Argentinien | Sebastián Lenci / Julián López Grillo     | Kroatien   | Ante Mikelic / Petar Paradina      |
| Brasilien   | Daniel Magalhaes / Henrique Godoy         | Iran       | Amir Gheisarian / Ahmad Gheisarian |
| Deutschland | Suresh Thiyagarajah / Ramesh Thiyagarajah | Montenegro | Novica Mitrović / Miljan Vešović   |
| Ägypten     | Alaa Emam / Hossam Hedaia                 | Ukraine    | Maryna Duplii / Olena Pobredina    |
| Frankreich  | Karim Gasmi / Raouf Gasmi                 | Usbekistan | Khasan Ismoilov / Khusan Ismoilov  |

## Pokal
Der Pokal für das Weltmeisterteam wurde für diese Austragung neu gestaltet. Die Designerin Lena Bergström entwarf den Pokal, der in der Glashütte Kosta Boda  gefertigt wurde. Die Trophäe wiegt etwa 10,1 Kilogramm. Sie besteht aus gläsernen Einzelteilen, die als Symbole für den Ball, die Wurftechnik und die Dynamik des Sports stehen. Die Basis des Pokals ist mit Goldfarbe bemalt, sie enthält die Gravur der Gewinnerteams. Das Original des Pokals wird bei der IHF aufbewahrt, die Gewinnerteams erhalten jeweils eine Replik.

## Ehrungen
Nach jedem Spiel wurde eine Spielerin als Player of the Match geehrt.
Für die erstmals vorgenommene Ehrung der besten jungen Spielerin wurden Charlotte Cholevová, Viola Leuchter, Julie Mathiesen Scaglione, Léna Grandveau, Nina Koppang, Maja Furu Sæteren, Lysa Tchaptchet und Olivia Lykke Nygaard nominiert. Die deutsche Spielerin Viola Leuchter erhielt diese Auszeichnung.
In das All-Star-Team wurden Laura Glauser, Nathalie Hagman, Louise Burgaard, Stine Bredal Oftedal, Estelle Nze Minko, Chloé Valentini und Linn Blohm gewählt, Henny Reistad als Most Valuable Player.

## TV-Übertragungsrechte
Die TV-Rechte für Deutschland hatte der Online-Sender Sportdeutschland.TV erworben, der alle Spiele kostenpflichtig im Internet übertrug (Turnierpass: 15 Euro, Einzelspiele: 5 Euro). Zeitversetzt wurden Partien mit deutscher Beteiligung von Eurosport gesendet.